# بیجار

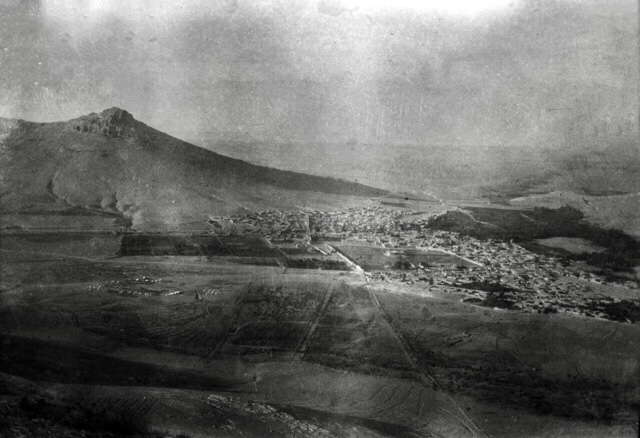
تصویر شهر بیجار از جنوب به شمال بین سال‌های ۱۹۱۸–۱۹۱۴ (جنگ جهانی اول)

تصویر هوایی شهر بیجار در سال ۱۳۳۷ خورشیدی

تصویر هوایی شهر بیجار در سال ۱۳۴۷ خورشیدی

بیجار یکی از شهرهای استان کردستان و مرکز شهرستان بیجار واقع در غرب ایران است. بیجار در گذشته مرکز ولایت گروس بوده است.
این شهر کوهستانی و سردسیر است و از ۱۹۴۰ تا ۲۰۳۰ متر از سطح دریا ارتفاع دارد. شهر بیجار از شمال و شمال‌غربی به کوه نقاره کوت، از جنوب‌غرب به کوه نسار، از شرق به کوه زاغه و از جنوب به کوه سَراو محدود می‌شود.
بیجار در ۴۵۰ کیلومتری غرب تهران و ۱۱۵ کیلومتری شمال شرقی سنندج، سر راه زنجان به سنندج و کنار راه تکاب به همدان، قرار دارد.

## نام
مورد اطمینان‌ترین ریشه‌یابی نام شهر بیجار، برگرفته از درختان بید فراوان در منطقه بوده که آنجا بیدزار نام داشته است. در زبان کردی به بید (بی) و به زار (جار) گفته می‌شود، می‌توان گفت بیجار دگرگون شده کلمه بیدزار است. بیجار کلمه‌ای است که ریشه در زبان پهلوی دارد، و چون زبان کردی با زبان پهلوی قرابت خاصی دارد، با این نظر که (بی) از زمان‌های گذشته و در موارد مختلف، مصحف یا لهجه‌ای از بید (درخت بید) بوده است و جار نیز پسوند مؤخر امکنه و لهجه‌ای از (زار) بوده است، با توجه به اینکه در کتاب ترجمه تاریخ طبری هم به معنای (زار) به‌کار رفته است؛ پس می‌توان گفت: بی‌جار - بیجار، کلمه‌ای به معنای بیدزار بوده است.
در اسناد قدیمی نوشتن بیدجار رواج داشته است، همچنین در بعضی زبان‌های غربی این شهر با نام بیدجار شناخته شده است.

### سهرورد گروسی
در بسیاری از منابع تاریخی تا دوران مغول و سلجوقیان، گروس با نام سهرورد شناخته می‌شود. در قرون اولیه اسلامی تا قرن هفتم هجری قمری قسمت زیادی از گروس جزو شهر سهرورد بوده است. شهر سهرورد در قرن هفتم در جریان حمله مغول‌ها به ایران نابود می‌شود و بعد از آن سهرورد از توابع گروس به حساب می‌آید.
سهرورد قریه‌ای از مناطق سابق بیجار گروس بوده است که سالیان پیش بر اساس دستور میرزا شفیع مازندرانی، صدراعظم فتحعلی شاه قاجار آن را از حوزه گروس جدا نموده و به ولایت خدابنده زنجان ضمیمه نمودند، زمانی که سهرورد جزو گروس بوده به (قره قوش) معروف بوده است.

### گروس
در بسیاری از منابع تاریخی از بیجار به‌عنوان بیجار گروس یاد می‌شود، گروس ولایتی به مرکزیت بیجار بود که تا قبل از تقسیم‌بندی استانی در دوره پهلوی اول وجود داشت.

### زرین کمر
نام اداری منطقه بیجار گروس در زمان صفویان بوده است.

## جغرافیای تاریخی
ارتفاع شهر بیجار از سطح دریا ۱۹۷۰ متر است، شهر بیجار در یک چاله ساختمانی از سازنده‌های الیگو میوسن قرار گرفته و اطراف آن را گنبده‌های طاقدیسی آهکی احاطه نموده است و راه‌های ارتباطی شهر از طریق سه دره‌ای که در سه طرف شهر قرار گرفته است انجام می‌گیرد.
در مورد تاریخ بنای شهر بیجار هیچ اثر مستندی در دست نیست، اما تاریخ شهر را بر اساس تپه باستانی موجود در داخل شهر، به نام تپه قلعه بالا یا قلعه بانو، می‌توان تشخیص داد، طبق بررسی‌های سطحی که بر روی این تپه توسط دکتر عزت‌الله نگهبان صورت گرفته، قدمت شهر را به هزاره سوم قبل میلاد مسیح نسبت می‌دهد. همچنین در بررسی سطحی که در سال ۱۳۸۱ بر روی تپه انجام گرفت، می‌توان قدمت شهر را به هزاره چهارم قبل میلاد نسبت داد، در این گزارش آمده است: تعدادی سفال با پوشش قرمز و سیاه خاکستری براق با شاموت کاه در این تپه به دست آمده است که نزدیک به سفال‌های دوره مس و سنگ می‌باشد، همچنین سفال‌های دیگری در سطح تپه با پوشش نخودی و با تزیین هندسی به رنگ قهوه‌ای روشن و تیره به‌دست آمده است که نزدیک به سفال‌های سیلک ۴ (هزاره سوم قبل میلاد) می‌باشد، و علاوه بر آن‌ها سفال‌های سیاه خاکستری براق، احتمالاً در عصر مفرغ نیز در سطح تپه به‌دست آمده است، با توجه به درصد بیشتر نمونه‌های سفالی که مربوط به دوران تاریخی به‌ویژه دوران پارت و ساسانی است، استقرار دوران تاریخی این محوطه نیز پررنگ و قابل توجه می‌باشد، در ادامه بررسی سفال‌های سطح تپه قلعه بالا، سفال‌های بدون لعاب و لعاب‌دار مربوط به دوران اسلامی نیز به‌دست آمده است که بیان‌گر آخرین استقرار این محوطه در دوران اسلامی است.
در تابستان ۱۳۹۸ یک گروه از باستان‌شناس‌ها مشغول کاوش بر روی تپه قلعه بالا شدند.

## تاریخ
بیجار شهری است بسیار قدیمی و تاریخی، برخی از مورخان قدمت آن را به هزاره سوم پیش از میلاد مسیح نسبت می‌دهند.

### دوران مادها
ایران در زمان مادها به دو قسمت بزرگ تقسیم شده بود، قسمت اول ماد کوچک یا آتروپاتن که شامل آذربایجان و قسمتی از کردستان بوده و قسمت دوم ماد بزرگ به پایتختی اکباتان همدان که بیشتر مناطق ایران را شامل می‌شد. اما مناطق گروس به عنوان مرز بین دو قسمت ماد بوده و به حدی به دو پایتخت ماد در آذربایجان تخت سلیمان و همدان نزدیک بوده است که گاهی آن را جز ماد کوچک و گاهی جز ماد بزرگ به‌شمار آورده‌اند. ایگور دیاکونوف نویسنده تاریخ ماد، گروس را جز ماد کوچک و حسن پیرنیا نویسنده تاریخ ایران باستان جزو ماد بزرگ می‌داند. الیزابت ناومان، بیجار را در آخرین مرحله از راه ارتباطی پایتخت آذربایجان به اکباتان پایتخت مادها می‌داند بااستناد به نوشته‌های دیاکونوف و ناومان بیجار گروس جزئی از قلمرو ماد کوچک آتروپاتن به‌شمار می‌آید که در طول دوران ماد حدود ۱۳۰ سال به علت اهمیت سوق‌الجیشی بالای خود همیشه از مراکز مورد توجه مادها بوده است.

### دوران هخامنشیان
منطقه بیجار گروس جز ساتراپ دهم هخامنشان بوده و برابر نوشته‌های حسن پیرنیا اسب‌های ممتاز و قالی در همدان و گروس در دوران هخامنشیان به‌طور فراوان وجود داشته است و اسب‌ها و قالی‌های این دو ناحیه در کشور مشهور بوده‌اند. گروس در دوران هخامنشیان نیز مانند دوران مادها از مراکز مهم اقتصادی و کشاورزی غرب ایران بوده است هر چند که از اهمیتش نسبت به دوران مادها کاسته شده و آن توجه‌ای که شاهان ماد به دلیل موقعیت ویژه‌اش و قرار گرفتن در مرز بین دو پایتخت ماد نسبت به آن داشتند کمتر شد و با دور شدن پایتخت‌ها از منطقه گروس روز به روز از اهمیت منطقه کاسته شده است.

### مغول‌ها تا صفویه
از سال ۶۷۷ قمری به بعد سهرورد و گروس از توابع تومان قزوین بودند، بعد از شورش کردها در سال ۶۸۵ در زمان اباقاخان، کلول بن قباد، حاکم مناطق غربی کردستان بود که دستور خاموش کردن اغتشاشات را داد و بعد از آن حکومت تمامی نواحی کردنشین به او سپرده شد، مناطق گروس و سقز و سیاه‌کوه و اسفندآباد زیر نظر کلول بود و بعد از آن به پسرش خضر رسید و تا سال ۷۱۰ حکومت کرد، بعد از اینکه سلطانیه پایتخت دولت ایلخانی نام گرفت، سهرورد و گروس از حکومت کردستان جدا و به تومان سلطانیه پیوستند، با زوال سلسله ایلخانی مغول بیجارگروس مانند سرزمین‌های دیگر در میان سلسله‌های محلی ایرانی دائم دست به دست می‌شده.
مغول‌ها در زمان حمله خود به ایران به بیجار نیز حمله کردند چنگیزخان مغول در ۱۰ کیلومتری بیجار در جاده‌ای که اکنون به دیواندره ختم می‌شود، اقامت گزید، و در بالای کوهی به همین نام در ۵ کیلومتری شهر در قلعه‌ای قدیمی ساکن شده که بعد از آن زمان به چنگیز قلعه معروف شده است.
پل گل قشلاق در روستای گل قشلاق از آثار گروس در دوران مغول است.
براساس نوشته‌های ابن خردادبه تا اوایل قرن چهارم ه قمری، سهرورد (گروس) از اجزای شهرستان دینور بوده است، سهرورد از اواسط قرن چهارم در متصرفات سالاریان بود و بعد از آن جزو متصرفات حکومت دیلمی درآمد، از قرن پنجم هجری قمری و با روی کار آمدن سلجوقیان و به‌وجود آمدن تقسیمات سیاسی کشور، اصطلاح کردستان را برا تمایز نواحی کردنشین وضع کردند، محدوده کردستان، از همدان آغاز و تا نواحی شهر زور ادامه داشت و پایتخت آن هار (شهر بهار کنونی) بود، بعدها مرکز آن به چمچال منتقل شد. در دوران سلجوقیان سهرورد (گروس) جزو ولایت عراق عجم محسوب می‌شده و از اجزای کورهٔ قزوین به حساب می‌آمده است. آثار گروس در دوران سلجوقیان: امام‌زاده عقیل، برج آجری اشقون بابا و … هستند، بنابر تحقیقات سفال‌های منطقه گروس در دوران سلجوقی خاص این منطقه بوده است.

### دوره صفویه
ایران در اواخر دوران صفویه دارای سیزده بیگلربیگی بوده که میرزا سمیعا در کتاب تذکره الملوک، بیگلربیگی (علی شکر) را شامل مناطق: ۱ - قلمرو و توابین ۲ - گروس و الکا زرین کمر و طغانمین ۳ - حاکم الکا هشتاد جفت (طغانمین و هشتاد جفت نیز تا اواسط دوران صفویه جزو گروس بوده‌اند و اکنون هم دهی به نام هشتادجفت و دهستانی به نام طغامین در شهرستان بیجار وجود دارند) ۴ - - حکومت‌های هرسین، کلهر، خوار، سمنان، ساوه، حاوه و الکا ری، می‌داند.
در دوران شاه اسماعیل اول حکومت قلمرو علی‌شکر (همدان، کرمانشاه، گروس و…) به ولی خان سپرده شد و او پس از مرگ شاه اسماعیل، دینور را نیز متصرف شد، چندی بعد او از حکومت علی‌شکر عزل و به جای او امیرخان موصللو از طرف شاه طهماسب اول به بیگلربیگی قلمرو علی‌شکر برگزیده شد، او به خوبی از عهده اداره امور این قلمرو برآمد و مانند حکمرانان سابق این ولایت، حکومت گروس را که جزو قلمرو حکومتشان بود، همچنان در اختیار طایفه کبودوند قرار داده و خوانین کبودوند در دوران وی و در دوران بیگلربیگ‌های بعد از او نیز حکومت و ریاست گروس را بر عهده داشته‌اند.
مینورسکی به نقل از کتاب تاریخ عالم آرای عباسی، آورده است: طایفه گروس در دوران صفویه، هم ردیف با طوایف: چگنی و اردلان و بختیاری و فیلی و… است.
در اواخر دوران شاه سلیمان گروس مانند دیگر توابع علی‌شکر از املاک خاصه جدا شد و به املاک دولتی پیوست و از این هنگام حاکم گروس، لطفعلی‌خان گروسی بود.
نام اداری گروس در دوران صفویه به (زرین کمر) تغییر یافت.
از وقایع مهم گروس در دوران صفویه طغیان، دولتیار خان سیاه‌منصور، حاکم آذربایجان، گروس و مناطقی دیگر از شمال غرب ایران، علیه سلطان محمد خدابنده، پدر شاه عباس اول بوده است که موجب یورش سپاهیان قزلباش به این منطقه شده و در نتیجه حمله‌های مکرر قزلباشان به گروس و اطراف که چندین سال به طول انجامید، این منطقه دچار ویرانی زیادی گردید، و در نهایت شاه عباس دولتیارخان را اعدام نمود و به منطقهٔ تحت سلطه او نیز حمله کرد و کشتار و غارت بزرگی در گروس به راه انداخت و اکثر افراد طایفه سیاه‌منصور را به مناطق مختلف کشور تبعید کرد.
شاه صفی نیز به گروس که تحت سیطرهٔ خان احمد خان اردلان بود حمله کرد و او را شکست داد و در منطقه قتل و غارت کرد. حکومت کردستان و گروس تا سال ۱۱۳۶ ه‍.ق بر عهده خانه پاشا بابان بود که با حمایت سلیمان پاشا حاکم بغداد به این منطقه حمله کرده بود.
در سال ۱۱۳۶ ه‍.ق در اول شوال به موجب معاهده‌ای که در استانبول به امضا دولت‌های روس و ترک رسید، مقرر گردید که سرزمین‌های اشغالی ایران بین آن‌ها تقسیم گردد و در این تقسیم‌بندی شهرهای: همدان، کرمانشاه، تبریز و گروس و دیگر شهرهای غرب ایران در اختیار دولت عثمانی قرار گرفت.
زمانی که گروس در تصرف عثمانی‌ها بود، آن‌ها سبحان وردی خان را حاکم منطقه کردندو او حاکم اسفندآباد و خمسه و گروس بود، تا اینکه در سال ۱۱۴۳ ه‍.ق از طرف نادر شاه که سپه سالار شاه طهماسب ثانی صفوی بود به حکومت کردستان رسید.
آثار دوران صفویه در گروس عبارتند از: چهارباغ گروس، برج ینگی ارخ، پل صلوات‌آباد، قلعه روستای صلوات‌آباد، بازار بیجار، آرامگاه پیر خضر و گنبد سنگی اوچ گنبد خان

### دوره افشاریه
در شعبان سال ۱۱۴۲ ه‍. ق، نادر شاه افشار تمام سرزمین‌های اشغال شده توسط نیروهای عثمانی را در نبردی با عثمانی‌ها آزاد می‌کند که گروس هم جزوی از مناطق آزاد شده می‌باشد، در سال ۱۱۴۳ یک بار دیگر در نبردی میان شاه طهماسب و احمد پاشا عثمانی و علی پاشا حکیم اوغلو، بار دیگر شهرهای کردستان، همدان، گروس و خمسه، به دست نیروهای عثمانی افتاد.
از نظر سیاسی و تقسیمات کشوری، گروس در دوره افشاریه از توابع ایالت قلمرو علی‌شکر بوده.
حسین‌علی خان گروسی که مدتی حاکم گروس بود، مقام ایشیک آقاسی باشی نادر را داشته است.
در این دوره نادر شاه طایفه خواجه‌وند را از گروس به مناطق شمال ایران کوچ داد و تعدادی از طایفه افشار را که در خراسان ساکن بودند را به شرق و شمال گروس انتقال داد؛ و با این کار از شورش آن‌ها در نواحی تحت تصرف خود جلوگیری کرد.

### دوره زندیه
کریم خان زند پس از حمله به منطقه اردلان به گروس نیز حمله کرد و به بهانه رابطه خوب حاکم گروس (محمد امین خان) با والی کردستان (حسنعلی خان اردلان)، به گروس صدمات زیادی وارد می‌آورد و دختر محمد امین خان (خورشید خانم) را با خود به شیراز برده به عقد و ازدواج خواهرزاده خود علی مراد خان زند درمی‌آورد، در این دوره محمد امین خان از سرداران بزرگ دوران زند بوده و کریم خان مدتی پس از حمله به گروس کمک‌هایی را برای آبادانی آن در نظر می‌گیرد.
گروس از نظر سیاسی در این دوره جزو بیگلربیگی قلمرو علی‌شکر به مرکزیت همدان بود و حکومت آن هم به صورت موروثی در اختیار خاندان کبودوند بود. از ابتدای دوران زندیه تا سال ۱۱۸۳ ه‍.ق حاکم گروس محمد امین خان بوده است و پس از او حکومت گروس به فرزندش محمد حسین خان می‌رسد.
حکام و خوانین گروس در این دوره جزو قشرها درجه اول و مهم ایران بوده‌اند.
از آثار موجود در گروس که متعلق به دوران زندیه می‌باشد، مسجد خسروآباد گروس است که در ۴۵ کیلومتری شهر بیجار و در روستای خسروآباد قرار دارد.

### دوره قاجار
گروس و کردستان در سال‌های اولیه حکومت قاجار زیر نظر حکومت اداره می‌شدند، در آن زمان تقسیمات اداری و حکومتی کشور شامل پنج حکمرانی و دوازده حکومت‌نشین بوده است، اولین حکمرانی آذربایجان و مقر ولیعهد بود که شامل آذربایجان، همدان، زنجان و گروس بوده است، گروس جزو ایالت آذربایجان و تحت حاکمیت نایب السلطنه بوده.
در این دوران از پنج ولایت پنج بلوک و ناحیه جدا کردند و تحت اداره یک حکومت قرار دادند
همچنین از قزوین و همدان و آذربایجان و… بلوکی مجزا و به زنجان اضافه کردند که خمسه نام گرفت. در همین ایام بلوک کرسف از ناحیه گروس جدا و به خمسه پیوست، (منطقه سهرورد قدیم) هم جزو این بلوک بود،
حاج میرزا آقاسی در زمان محمدشاه قاجار و بعد از مرگ محمدصادق خان گروسی در سال ۱۲۶۰ ه‍.ق ولایت گروس را از زیر پوشش نایب السلطنه خارج و حکومت آن را مستقل کرد تا شاه و صدراعظم به‌راحتی بتوانند حکام آن را عزل و نصب کنند، بنابر نوشته امیر نظام گروسی حاج میرزا آقاسی بنابر کدورتی که با طایفه گروس داشت حکومت گروس را از گروسیان گرفت و به ابراهیم خان سلماسی سپرد، بعد از مرگ محمدشاه در سال ۱۲۶۳ ق حکومت گروس توسط امیرکبیر به طایفه گروس سپرده شد و ولایت گروس دوباره مستقل شد. در روزنامه دولت علیه ایران در سال ۱۲۸۲ آمده است:
از آن‌جا که ولایت گروس نسبت به سایر ولایات ممالک محروسه کوچک‌تر و کم وسعت‌تر است و از آن‌جا، دو فوج در جزو افواج قاهره سرباز و قریب سیصد نفر برقرار بود و این قدر توپچی و سرباز از حوصلهٔ آن ولایت خارج بود لهذا با عرض و استدعای سپهسالار اعظم، حکم جهان مطاع همایون شد که سرباز آن‌جا را به یک فوج تمام که یک‌هزار و یک‌صد نفر باشد بکاهند.
در اوایل حکومت قاجار و زمان حاکمیت نجف‌قلی خان گروسی، صایین‌قلعه (شاهین‌دژ) و صفاخانه (میاندوآب) ضمیمه ولایت گروس شدند، در زمان محمدشاه قاجار الحاق اسفندآباد کردستان (قروه) به گروس با مرگ شاه در تاریخ ۱۲۶۴ ق منقضی شد. در سال ۱۲۹۸ ق و در زمان حکومت امیرنظام گروسی ساوجبلاغ و صایین‌قلعه ضمیمه ولایت گروس می‌شوند و در سال ۱۳۰۹ ق با استعفای امیرنظام گروسی از پیشکاری آذربایجان از خاک گروس جدا می‌شوند.
در اواسط پادشاهی ناصرالدین شاه ولایت گروس جزو یکی از ۲۳ ایالت و ولایت ایران بود که به وسیلهٔ حکام محلی اداره می‌شدند، در اواخر حکومت قاجار و در زمان حاکمیت علی‌رضا خان گروسی، در سال ۱۳۲۰ ق حکومت را از خوانین گروس گرفتند و به افراد غیر گروسی واگذار کردند.
پس از پیروزی انقلاب مشروطه و تشکیل مجلس شورای ملی، تعداد ۲۷ ایالت و ولایت در مجلس دارای نماینده شدند که ولایت گروس هم جزو آن‌ها بود و این ولایت شامل: بیجار و مضافات بود و مرکز حوزه انتخابیه هم شهر بیجار بود.
در جریان شورش ابوالفتح خان سالارالدوله در سال ۱۳۲۹ ق که از کردستان و کرمانشاهان و گروس آغاز شد، صدمات فراوانی به گروس وارد آمد و منطقه ناامن شد، در گروس ضرغام‌السلطنه، علی‌رضا خان گروسی و افتخار نظام گروسی، حامی سالارالدوله بودند، آن‌ها مالیاتی که از مردم می‌گرفتند را صرف اردوی سالارالدوله کردند و این باعث فقر در گروس شد، در همان زمان با ویران شدن روستاها، از ۳۶۷ روستا در گروس، ۷۰ روستا خالی از سکنه شد، غارتگری و حمله‌های مکرر ایل‌های مندمی و گلباغی در سال‌های ۱۲۹۲ تا ۹۹ خورشیدی موجب ویرانی زیادی گردید.
از لحاظ جغرافیایی گروس در زمان قاجار شاهراه ارتباطی، شمال‌غرب با غرب و مرکز ایران بود، گروس در آن دوره مرکز مهم تولید غله و قالی بافی بود و صادرات گندم به خارج از گروس انجام می‌گرفت، همچنین در زمان قحطی تبریز به دستور امیر نظام گروسی از گروس به تبریز گندم انتقال دادند و مردم از مرگ نجات یافتند.
تشکیل کمپانی اداره قالی بافی گروس در زمان پیشکاری آقا میرزا یوسف مستوفی باشی و حکومت علی‌رضا خان گروسی در سال ۱۳۱۵ ق اتفاق افتاده است.

### جنبش مشروطه

علی‌رضا خان گروسی در کنار علیقلی‌خان سردار اسعد

علی‌رضا خان گروسی و قشون گروس برای مقابله با رحیم خان چلبیانلو در قره داغ

مردم و فوج گروس در جنبش مشروطه ایران، وقایع آذربایجان و فتح تهران، نقش مؤثری ایفا کرده‌اند، در جریان وقایع آذربایجان، زمانی که ستارخان توسط نیروهای رحیم خان در اردبیل محاصره شده بود، علی‌رضا خان گروسی و افتخار نظام گروسی با ۴۰۰ سوار داوطلبانه به لشکر دولتی پیوستند و در ۷ محرم ۱۳۲۸ وارد شهر سراب شدند و به جانب اهر حرکت کردند. مردم گروس در جریان فتح تهران در جمادی‌الثانی ۱۳۲۷ ق با آگاهی از مشروطیت به نیروهای فاتح تهران (نیروهای بختیاری، گیلانی و تبریزی) پیوستند.

### جنگ جهانی اول
در خلال جنگ جهانی اول بین سال‌های ۱۹۱۴ تا ۱۹۱۸ میلادی راه بر نیروهای بیگانه در بیجار باز شد.
در سال ۱۹۱۶ ولایت گروس توسط روس‌ها و سپس عثمانی‌ها مورد حمله قرار گرفت، در اوایل جنگ مردم بیجار با نیروهای روس کنار آمدند اما بعد از آن‌که شهر به دست عثمانی‌ها افتاد، آن‌ها به بهانه این‌که مردم با روس‌ها همکاری کرده‌اند، شهر را ویران و مسجد جامع را با گلوله‌های توپ تخریب کردند، نیروهای عثمانی مواد غذایی و غلات را از مردم تصاحب کردند و شرایط سختی را به وجود آوردند. شهر بیجار در جریان جنگ جهانی اول بارها بین دو دولت عثمانی و روسیه دست به دست گردید و صدمه فراوانی به شهر و مردم وارد آمد به‌طوری‌که بعد از جنگ حدود نیمی از جمعیت خود را از دست داد که تعدادی از آن‌ها در اثر جنگ و قحطی بعد از جنگ کشته شدند و تعدادی نیز با وجود آمدن این شرایط سخت مجبور به مهاجرت از این ولایت شدند، نیروهای انگلیس هم بعد از روس‌ها و عثمانی‌ها وارد بیجار شدند. پس از جنگ جهانی اول و بیرون رفتن قوای روسی و عثمانی گروس رونق گذشته خود را از دست داد.
نیروهای روس در هنگام تخلیه بیجار در دی ماه سال ۱۲۹۶ شمسی، بازار بیجار را آتش زده و غارت کردند، همچنین آن‌ها وارد خانه‌های مردم شده و اموال آن‌ها را غارت کردند.

### تصاویر بیجار در جنگ جهانی اول

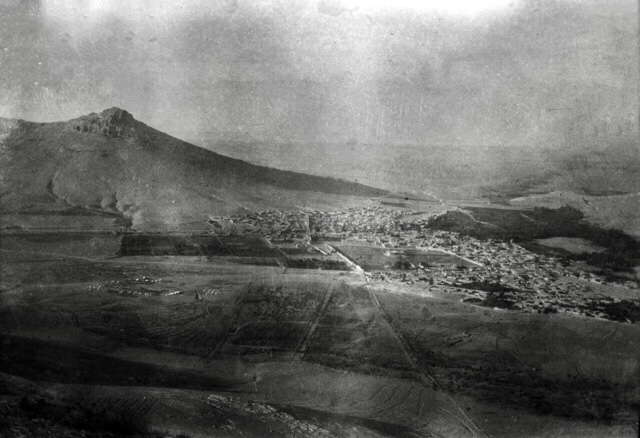
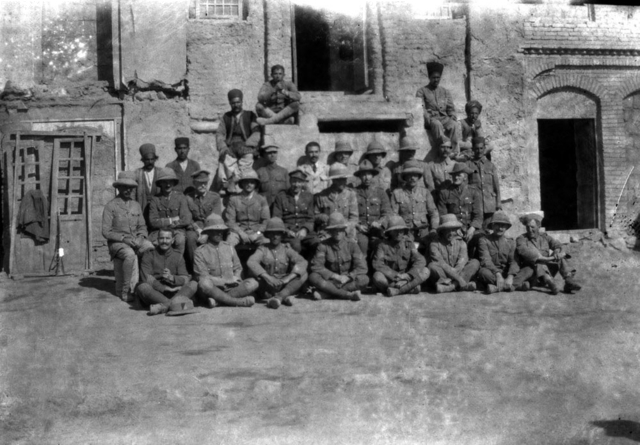
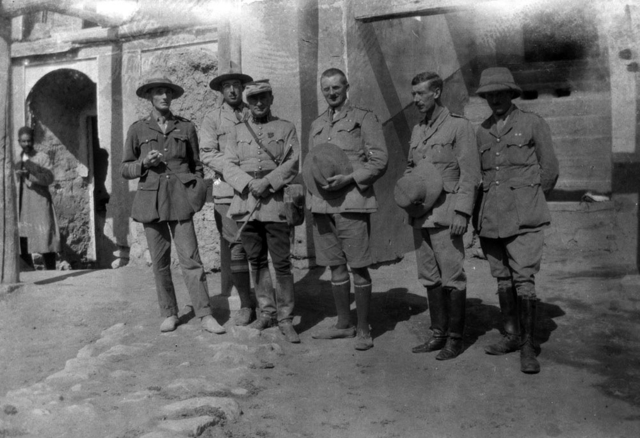
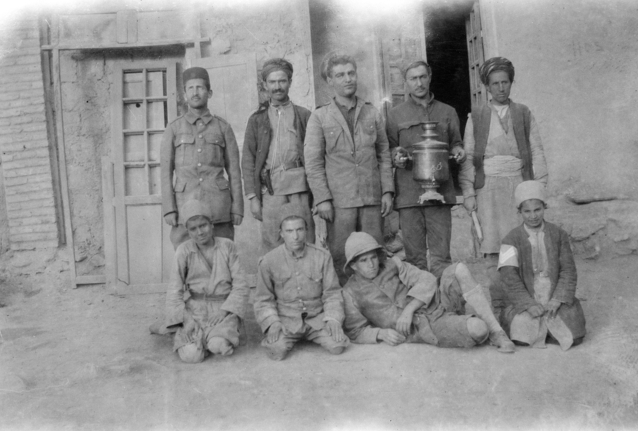
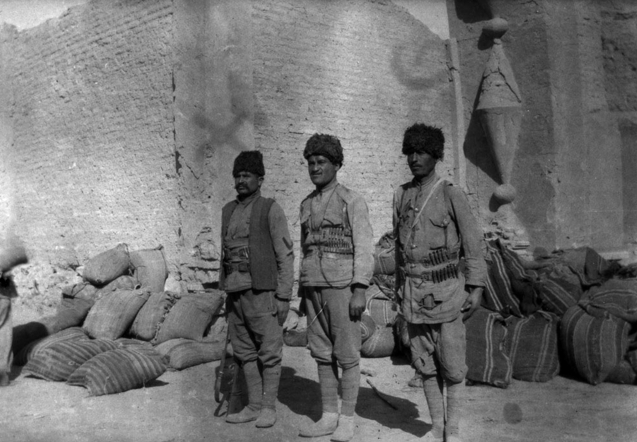
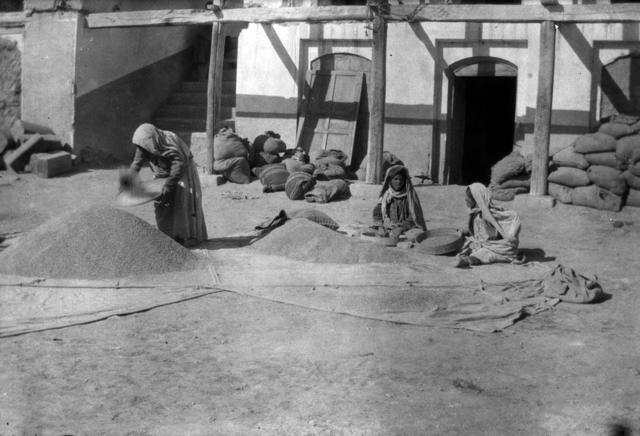
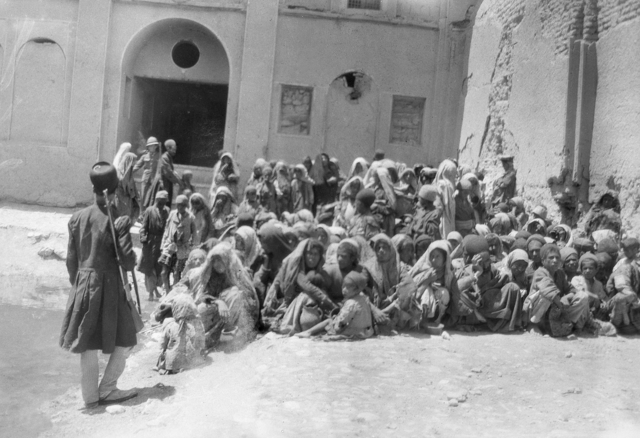
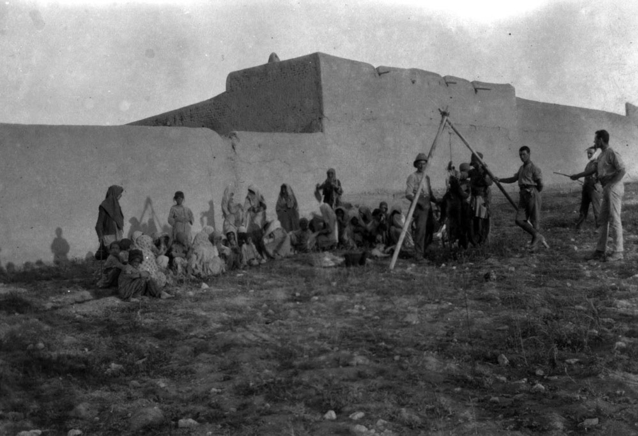
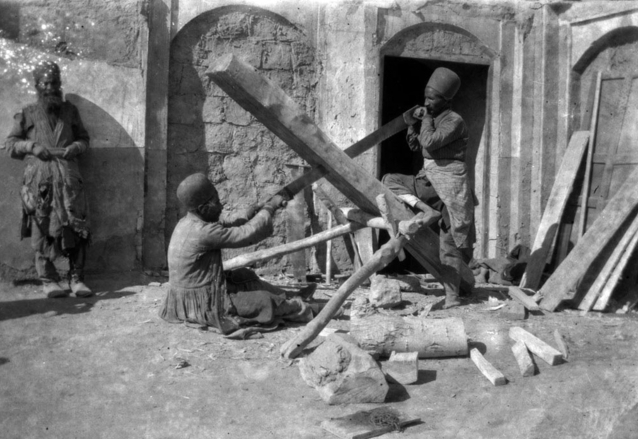
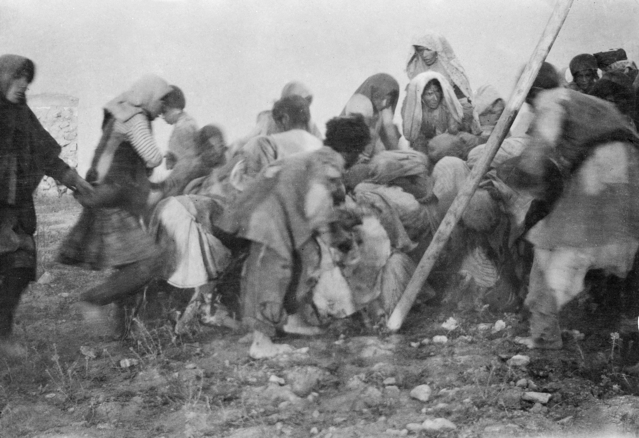
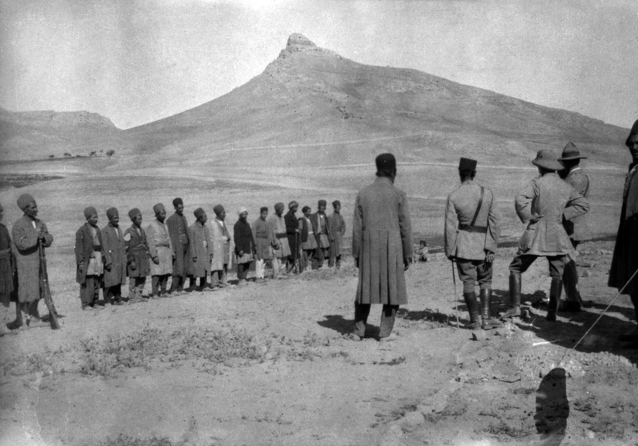
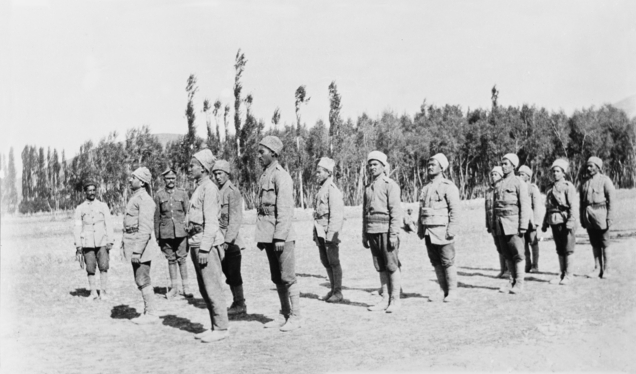

### قحطی سال ۱۲۹۸–۱۲۹۶ ایران
قحطی بزرگی که به‌دنبال جنگ جهانی اول و بین سال‌های ۱۲۹۸–۱۲۹۶ در ایران اتفاق افتاد، به شهر بیجار هم صدمات مالی و جانی زیادی وارد کرد.
در میان شهرهای غرب ایران که به اشغال قوای بیگانه در جنگ جهانی اول درآمدند، شهر بیجار بیشترین صدمه را دید، نیروهای روس و عثمانی در زمان جنگ غلات و حبوبات را تصاحب کردند، قحط سالی بعد از جنگ در بیجار به شکلی بود که به مدت چند ماه روزی دویست نفر بر اثر گرسنگی و بیماری جان خود را از دست می‌دادند، جمعیت شهر بیجار قبل از جنگ حدود ۲۰۰۰۰ نفر بود که بعد از جنگ و قحطی به حدود ۷۰۰۰ نفر کاهش یافت.
به گفته داناهو، که یک افسر سیاسی اعزام شده به بیجار در زمان جنگ جهانی اول بوده است، جمعیت این شهر در سال ۱۹۱۸ و در پایان جنگ و قحطی برابر با ۱۰۰۰۰ هزار نفر بوده است.
داناهو در خاطراتش اشاره کرده است: هنگامی که این منطقه به دام قحطی افتاد، او چاره‌ای نداشته است جز آنکه برای کاستن از شدت درد و رنج فراگیر، با روند خرید گندم با پول انگلیسی‌ها همکاری کند.

### قبل از تقسیم‌بندی استانی
شهر بیجار قبل از تقسیم‌بندی استانی مرکز ولایت گروس بوده است، گروس به محدوده‌ای شامل قسمت‌هایی از استان‌های قزوین، زنجان، همدان و کردستان کنونی اطلاق می‌شده است.

### دوران پهلوی

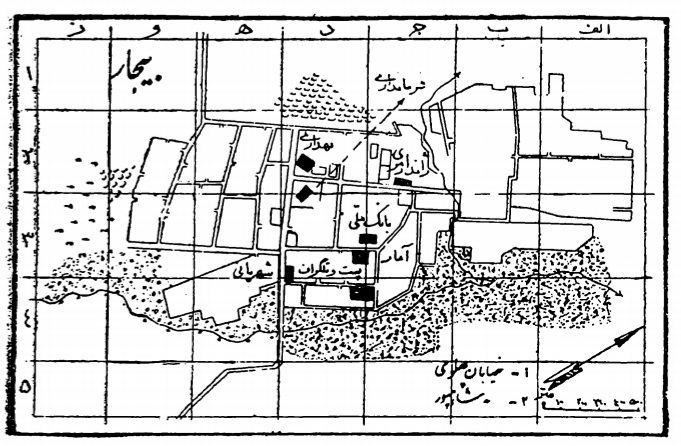
نقشه بیجار در کتاب فرهنگ جغرافیایی ایران در سال ۱۳۳۰

با تقسیمات سیاسی کشور در سال ۱۳۱۶ خورشیدی که برای اولین بار بود در دوران پهلوی صورت می‌گرفت گروس از یک ولایت نیمه مستقل تنها به یک شهرستان کوچک به نام بیجار گروس که شامل هفت دهستان و ۲۶۷ روستای آباد بوده است، تبدیل شد.
در تقسیم‌بندی مصوب ۱۶ آبان ۱۳۱۶، بیجار گروس در استان غرب جای گرفت.
بیجار گروس تا سال ۱۳۲۵ از توابع استان چهارم بود.

### پیوستن به استان کردستان
با تشکیل استان کردستان در سال ۱۳۳۷ شهرستان بیجار گروس به کردستان پیوست.
شهر بیجار هم‌اینک مرکز شهرستان بیجار و در بخش مرکزی این شهرستان جای گرفته است.
| بخش       | دهستان                                                                            | شهر              |
| --------- | --------------------------------------------------------------------------------- | ---------------- |
| مرکزی     | دهستان حومه (بیجار) دهستان خورخوره دهستان سیلتان دهستان نجف‌آباد دهستان سیاه منصور | بیجار توپ‌آغاج    |
| چنگ الماس | دهستان بابارشانی دهستان پیرتاج دهستان خسروآباد                                    | بابارشانی پیرتاج |
| کرانی     | دهستان طغامین دهستان کرانی دهستان گرگین                                           | یاسوکند          |

## جغرافیای طبیعی و انسانی
بیجار منطقه‌ای است کوهستانی در امتداد سلسله جبال غربی ایران و یک سوم اراضی آن تقریباً کوهستانی است. نوع زمین و ساختمان آن مرکب از سنگ‌هایی رسوبی به‌ویژه ترکیبات رسی و آهکی و شنی مخلوط می‌باشد که مربوط به دگرگونی‌های دوران سوم زمین‌شناسی است.
این شهر در طول ۴۷ درجه و ۳۶ دقیقه شرقی گرینویچ و عرض شمالی ۳۵ دجه و ۵۲ دقیقه استوا واقع شده است.
ارتفاع بیجار از سطح دریا ۱٬۹۴۰ متر می‌باشد، شهر بیجار ۷۷۰ متر از تهران و ۴۲۵ متر از سنندج بلندتر است. بیجار دارای آب و هوای سرد و خشک است.

### موقعیت جغرافیایی
فاصله شهر بیجار با تهران در حدود ۴۸۰ کیلومتر می‌باشد که با آسفالت شدن مسیر بیجار به قیدار به ۴۲۰کیلومتر کاهش یافته است.

### کوه‌های بیجار
بیجار منطقه‌ای است کوهستانی در امتداد سلسله جبال غربی ایران و یک سوم اراضی آن تقریباً کوهستانی است. نوع زمین و ساختمان آن مرکب از سنگ‌هایی رسوبی مخصوصاً ترکیبات رسی و آهکی و شنی مخلوط می‌باشد که مربوط به دگرگونی‌های دوران سوم زمین‌شناسی است.
کوه‌های شمالی بیجار بیشتر خاکی است و از شمال غرب به جنوب شرق کشیده شده‌اند و خط‌الراس آن حد طبیعی بین شهرستان بیجار با شهرستان‌های تکاب و ماه‌نشان می‌باشد. بلندترین قله‌های این رشته کوه‌ها عبارتند از امامزاده ایوب انصار، زرنیخ، و شاه‌نشین.
کوه‌های جنوب بیجار خط‌الراس آن‌ها حد طبیعی بین شهرستان بیجار و شهرستان قروه می‌باشد؛ و بلندترین قلهٔ آن زیره با ارتفاع ۲٬۶۴۲ متر است.
کوه‌های مرکزی بیجار تقریباً موازی با کوه‌های شمالی کشیده شده است و از نزدیکی شهر بیجار و پیرتاج گذشته و به کوه‌های فرقان متصل می‌گردد. بلندترین قله‌های آن شامل سرقیصه، نقاره کوت، پنجه‌علی، تماشا، حمزه عرب و چنگ الماس می‌شود.

### منطقه حفاظت‌شده بیجار
منطقه حفاظت‌شده بیجار در استان کردستان و در موقعیت N۳۶۰۰ تا N۳۶۱۲ عرض شمالی و E۴۷۲۵ تا E۴۷۵۳ طول شرقی واقع شده است. مساحت آن ۳۱٬۶۱۲ هکتار می‌باشد.
این منطقه مهم‌ترین زیستگاه طبیعی استان است که با وسعتی معادل ۲۳٬۰۰۰ هکتار در شمال شرقی استان قرار گرفته است این منطقه از شمال به روستای حسن چاروق، حسن‌آباد یاسوکند و رودخانه قم‌چقای، از غرب به جاده آسفالته در دامنه‌های غربی کوه سلیم و از طرف جنوب به جاده کمر زرد و امتداد رودخانه قزل‌اوزن و از طرف مشرق به جاده قدیمی زنجان محدود می‌گردد. این منطقه به دلیل قرار گرفتن در میان سلسله ارتفاعات و تحت تأثیر جریان‌های رطوبتی، از ریزش‌های جوی نسبتاً کافی برخوردار بوده و تعداد زیادی چشمه دائمی و فصلی در آن دیده می‌شود و از لحاظ حیات وحش غنی بوده و توده‌های مختلف پستانداران و پرندگان، خزندگان، و انواع ماهی در این منطقه وجود دارد که از آن جمله می‌توان به قوچ و میش ارمنی، آهو، خرس قهوه‌ای، گراز، گربه وحشی، خرگوش و انواع پرندگان مانند حواصیل خاکستری، کبک، چکاوک و جانداران آبی مانند سگ آبی، عروس ماهی، سیاه ماهی و سس ماهی اشاره نمود.

### رودخانه‌ها و منابع آب

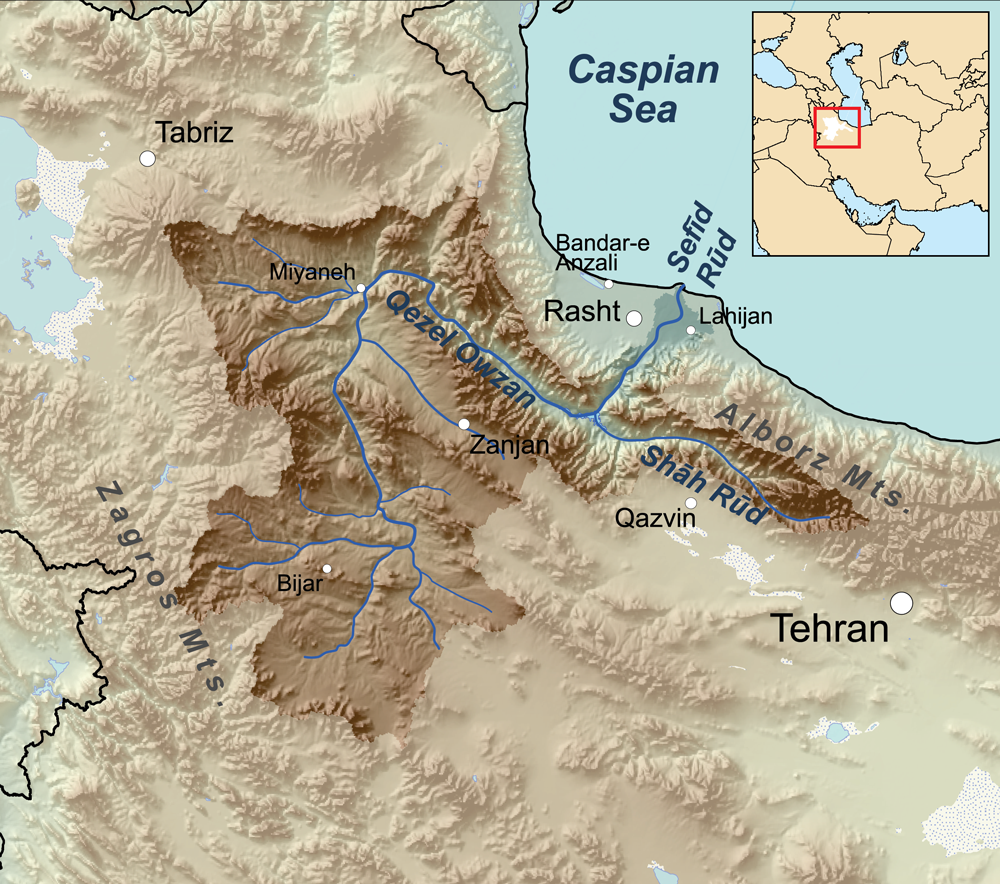
مسیر رودخانه قزل اوزن

| نام رودخانه | محل سرچشمه                    | محل ریزشگاه                                       |
| ----------- | ----------------------------- | ------------------------------------------------- |
| قمچقا       | کوه‌های چیچکلو                 | رودخانه قزل اوزن                                  |
| قزل اوزن    | کوه‌های سارال و چهل‌چشمه        | دریای خزر                                         |
| کوه‌زن       | کوه‌های سراب شهرک              | رودخانه قزل اوزن                                  |
| اوزن دره    | کوه‌های سلطان‌آباد و شیرکش علیا | رودخانه تلوار                                     |
| چم          | کوه‌های مبارک بالا و صیدان     | به رودخانه شور ملحق شده و نهایتاً به تلوار می‌ریزد. |

### سد گل‌بلاغ
سد خاکی گل‌بلاغ در ۱۵ کیلومتری محور بیجار - قروه بر روی رودخانه اوزن دره احداث شده که با حجم مخزن ۸ میلیون متر مکعبی ظرفیت آبیاری حداقل ۸۰۰ هکتار از اراضی پایاب سد را دارد.
سد گل‌بلاغ از حیث منابع آبی غنی بوده و در حال حاضر از زیر کشت بردن محصولاتی مختلفی نظیر گندم و جو و بالاخص سیب زمینی از آب این سد استفاده می‌شود.
پرورش انواع ماهی نیز در این سد صورت می‌گیرد. پرورش ماهی قزل آلا از درصد بالایی در این سد برخوردار است.
مشخصات فنی سد:
- نوع سد: خاکی – مخزنی – با هسته رسی
- طول تاج: ۶۸۸ متر
- ارتفاع از پی: ۲۶ متر
- حجم مفید مخزن: ۵/۷ میلیون متر مکعب
- سطح زیر کشت: ۸۰۰ هکتار[۴۵]

## آب وهوا

نقشه اقلیمی ایران، شهر بیجار در منطقه کوهستانی سرد قرار گرفته است.

این منطقه دارای آب و هوایی نیمه خشک است. به علت ارتفاع زیاد منطقه نسبت به سایر مناطق استان، اختلاف درجه حرارت سردترین روز سال با گرم‌ترین روز سال به ۷۹ درجه سانتی گراد می‌رسد. حداقل دما در منطقه مربوط به بهمن ماه با ۳۸ درجه سانتی گراد زیر صفر و حداکثر آن مربوط به ماه‌های تیر و مرداد با ۳۸/۴ درجه سانتی گراد بالای صفر بوده است.
متوسط بارش سالیانه منطقه ۴۳۹/۹ میلی‌متر است.
طول مدت ماه‌های خشک منطقه به ۴ ماه می‌رسد و تعداد روزهای یخبندان منطقه ۱۰۷ روز می‌باشد.

### وضع جوی (سال ۱۳۹۰)
| دمای هوا (درجه سانتی گراد) | دمای هوا (درجه سانتی گراد) | دمای هوا (درجه سانتی گراد) | دمای هوا (درجه سانتی گراد) | دمای هوا (درجه سانتی گراد) | دمای هوا (درجه سانتی گراد) |
| -------------------------- | -------------------------- | -------------------------- | -------------------------- | -------------------------- | -------------------------- |
| ماه                        | معدل حداقل                 | معدل حداکثر                | حداقل مطلق                 | حداکثر مطلق                | متوسط                      |
| فروردین                    | ۴/۳                        | ۱۵/۵                       | -۳                         | ۲۱/۸                       | ۹/۹                        |
| اردیبهشت                   | ۸                          | ۱۸/۲                       | ۲/۸                        | ۲۴/۴                       | ۱۳/۱                       |
| خرداد                      | ۱۳/۴                       | ۲۷/۶                       | ۷/۶                        | ۳۴/۸                       | ۲۰/۵                       |
| تیر                        | ۱۷/۵                       | ۳۲/۹                       | ۱۱/۲                       | ۳۷/۴                       | ۲۵/۲                       |
| مرداد                      | ۱۷/۴                       | ۳۳/۵                       | ۱۴/۸                       | ۳۷/۲                       | ۲۵/۵                       |
| شهریور                     | ۱۳/۱                       | ۲۸/۴                       | ۸/۲                        | ۳۳/۶                       | ۲۰/۷                       |
| مهر                        | ۹/۶                        | ۲۲/۲                       | -۰/۸                       | ۲۷                         | ۱۵/۹                       |
| آبان                       | ۱                          | ۸/۹                        | -۱۰/۲                      | ۱۸/۴                       | ۵                          |
| آذر                        | -۴/۵                       | ۴/۸                        | -۹/۶                       | ۱۲/۲                       | ۰/۲                        |
| دی                         | -۳/۷                       | ۴/۳                        | -۹/۲                       | ۱۱/۶                       | ۰/۱                        |
| بهمن                       | -۶/۵                       | ۰/۷                        | -۱۷/۸                      | ۸/۲                        | -۳                         |
| اسفند                      | -۴/۶                       | ۳/۱                        | -۱۳/۸                      | ۱۲/۶                       | -۰/۸                       |

## مردم‌شناسی

### جمعیت
قبل از جنگ جهانی اول در سال ۱۹۱۴، جمعیت شهر بیجار حدود ۲۰۰۰۰ نفر بوده است؛ که بعد از جنگ و به دنبال آن قحطی و خشک‌سالی در سال ۱۹۱۸ به حدود ۱۰۰۰۰ نفر کاهش می‌یابد.
در سال ۱۹۴۸، جمعیت شهر بیجار به حدود ۷۰۰۰ نفر کاهش پیدا می‌کند، در سال ۱۲۹۷ شمسی تعداد زیادی از مردم گروس و بیجار به دلیل آنفلوانزا از بین رفتند. در سال ۱۳۴۳ شمسی (۱۹۶۴) جمعیت شهر بیجار ۱۰۰۹۰ نفر بوده است.
جمعیت شهر بیجار در سال ۱۹۷۶ برابر با ۱۳۵۴ شمسی ۱۷۲۲۴ نفر و به ترتیب در سال‌های: ۱۹۸۶، ۱۹۹۱، ۱۹۹۶، ۲۰۰۶ و ۲۰۱۰ برابر با ۳۴۱۲۳، ۳۹۴۸۸، ۴۴۲۴۰، ۴۶۱۵۶ و ۴۷۵۳۷ نفر بوده است.
آهنگ رشد جمعیت بیجار به دلیل مهاجرت بالا منفی می‌باشد.
طبق سرشماری عمومی نفوس و مسکن سال ۱۳۹۰:
جمعیت شهرستان بیجار برابر با ۹۳٬۷۱۴ نفر، ۴۶۶۱۳ مرد و ۴۷۱۰۱ نفر زن می‌باشد که ۲۶۱۲۷ خانوار را شامل می‌شود
جمعیت نقاط شهری: ۵۲٬۲۸۳ نفر، ۲۶۰۲۳ مرد و ۲۶۲۶۰ زن، ۱۴۹۷۰ خانوار می‌باشد.
جمعیت نقاط روستایی: ۴۱۴۳۱ نفر، ۲۰۵۹۰ مرد و ۲۰۸۴۱ زن، ۱۱۱۵۷ خانوار می‌باشد.
آمار مهاجرت مردم این شهر بسیار بالاست، دلایل عمده‌ای همچون بیکاری و کمبود امکانات مسبب این امر هستند.

### مشاهیر و ساکنان قدیمی
نام خانوادگی‌های اکثریت گروسی، بایندر، بالادستیان، کوشا می‌باشند که از خاندان‌های بزرگ و قدیمی در این منطقه هستند. از مشاهیر این شهر قدیمی و دارای تاریخ پر فراز و نشیب می‌توان از امیرنظام گروسی، (سیاستمدار و سفیر (وزیر مختار) در انگلستان، اتریش، عثمانی و فرانسه و نیز ادیب و خوشنویس در دوره قاجار)، کامران نجات‌اللهی (استاد دانشگاه صنعتی امیرکبیر تهران در دوران پهلوی) و فرهاد اصلانی و سعید آقاخانی بازیگران معاصر سینما و تلویزیون نام برد.

### هرم جمعیتی
| مردان | سن    | زنان  |
| ----- | ----- | ----- |
| ۴     | +۱۰۰  | ۱     |
| ۴     | ۹۵–۹۹ | ۸     |
| ۳۰    | ۹۰–۹۴ | ۴۱    |
| ۲۷۳   | ۸۵–۸۹ | ۲۱۱   |
| ۴۹۷   | ۸۰–۸۴ | ۵۴۲   |
| ۸۱۸   | ۷۵–۷۹ | ۷۲۵   |
| ۱٬۰۸۵ | ۷۰–۷۴ | ۹۳۷   |
| ۹۶۲   | ۶۵–۶۹ | ۱٬۱۵۲ |
| ۱٬۴۹۴ | ۶۰–۶۴ | ۱٬۸۲۷ |
| ۲٬۲۱۳ | ۵۵–۵۹ | ۲٬۲۴۵ |
| ۲٬۱۴۶ | ۵۰–۵۴ | ۲٬۲۸۵ |
| ۲٬۳۲۹ | ۴۵–۴۹ | ۲٬۴۶۳ |
| ۲٬۹۸۱ | ۴۰–۴۴ | ۳٬۱۹۰ |
| ۳٬۲۴۰ | ۳۵–۳۹ | ۳٬۵۷۷ |
| ۳٬۴۲۶ | ۳۰–۳۴ | ۳٬۹۲۵ |
| ۴٬۷۶۷ | ۲۵–۲۹ | ۴٬۷۵۶ |
| ۵٬۵۱۲ | ۲۰–۲۴ | ۵٬۱۴۶ |
| ۴٬۷۹۹ | ۱۵–۱۹ | ۴٬۵۷۰ |
| ۳٬۴۴۱ | ۱۰–۱۴ | ۳٬۲۸۲ |
| ۳٬۱۷۶ | ۵–۹   | ۳٬۰۰۶ |
| ۳٬۴۱۴ | ۰–۴   | ۳٬۲۱۲ |

### زبان
اکثریت مردم این شهر به زبان کردی و اقلیتی نیز به ترکی آذربایجانی با گویش زنجانی صحبت می‌کنند. لهجه کردی شهر بیجار کردی گروسی و کردی اردلانی است. لهجه اقلیت ترکی آذری این شهر مشابه شهر زنجان است.

### دین و مذهب
مردم شهر بیجار مسلمان و پیرو مذاهب شیعه و سنی شافعی و اقلیتی نیز از یارسان هستند.

### یهودیان بیجار
یهودیان که از آن‌ها با عنوان کلیمی هم نام برده می‌شود در بیجار و به زبان کردی (موسایی) نام داشتند و محله‌ای که در آن ساکن بودند هم (محله موسایی‌ها) نام دارد. در مورد تاریخ دقیق سکونت یهودیان در بیجار اطلاعاتی در دست نیست اما تا جایی که مشخص است، یهودیان در زمان صفویه به بعد در بیجار و گروس زندگی می‌کرده‌اند، آن‌ها در رونق فرش‌بافی، رنگرزی، دباغی و تجارت (مخصوصا تجارت فرش) در گروس، نقش زیادی داشته‌اند، یهودیان گروس در پزشکی و کشاورزی و حتی موسیقی، عکاسی و نقاشی تبحر داشته‌اند.
یهودیان (کلیمیان) با توجه به اسناد قدیمی گروس در سال ۱۳۲۹ قمری، جمعیتی برابر ۳۰۰ خانوار بوده‌اند و زمانی که شهر بیجار ۱۲۰۰ خانوار و ۸۹۱۲ نفر جمعیت داشته است، ۱۰۸ خانوار آن‌ها یهودی بوده‌اند، آن‌ها مدرسه، کنیسه، گرمابه، قصابی و حتی چشمهٔ آب مخصوص به خود را داشته‌اند.
در دوره پنجم انتخابات مجلس شورای ملی، دکتر لقمان شهسواری که کاندید نمایندگی مجلس از سوی کلیمیان گروس بود، به‌عنوان نماینده کلیمیان ایران، به مجلس شورای ملی راه یافت.
جمعیت یهودیان بیجار در سال ۱۳۱۶ شمسی ۶۱۰۰ نفر و در سال ۱۳۴۳ در حالی که جمعیت شهر بیجار ۱۰۰۹۰ نفر بوده است، یهودیان نیم درصد کل جمعیت یعنی حدود ۵۰۰ نفر بوده‌اند. دلیل کاهش جمعیت آن‌ها مهاجرت به اسرائیل بوده است.
یهودیان به غیر از شهر بیجار در روستاهای گروس از جمله: پیرتاج، خسروآباد و… ساکن بوده‌اند.
گورستان اختصاصی یهودیان بیجار در دامنه کوه نقاره کوب قرار داشته است.

### غذاها و خوراک‌های محلی
- ترشی هفت بیجار
- خوراک گوشت برَخیله
- آش تُرش
- حلوای پُرشِکَه و گژنیز
- خورش گیلاخه
- خورش کنگر
- قیماغ
- آش شَلَم (آش شلغم)
- خوراک غازیاغی (نوعی تَره)
- آش دوغ
- آش پُرشکَه
- کالویج (کله‌جوش)
- تنویر پِلاوی
- سوپ غازیاغی (قازیاغَه)
- حلوا سوهانی
- نان چای (نوعی نان محلی)
- گِردَه (نوعی نان محلی)
- پَپکَه چَورَه (نوعی نان محلی)
- شکوفَهٔ خا (نان پنجره‌ای محلی)
- کَفلَمَه (مخصوص زنان زائو)
- شیرینی شیرمال سنتی
- برساق (نان روغنی)[۶۳]

### بازی‌های محلی بیجار
توپانقار: این بازی قوانینی مشابه به بازی بیس بال دارد و در آن از اصلاحات بومی در اجرای قوانین بازی استفاده می‌گردد. این بازی از گذشته‌های بسیار دور و تا دهه‌های چهل و پنجاه انجام می‌شده است.

## آموزش و فرهنگ

### دانشگاه‌ها
- دانشکده مهندسی و علوم پایه بیجار وابسته به دانشگاه کردستان
- دانشگاه آزاد واحد بیجار[۶۴]
- دانشگاه پیام نور مرکز بیجار[۶۵]
- مرکز آموزش علمی کاربردی بیجار

### کتاب‌خانه‌ها
شهر بیجار دارای دو کتاب‌خانه عمومی می‌باشد.

### بیمارستان و مراکز درمانی
- بیمارستان امام حسین
- درمانگاه شفا (خصوصی)

### مدارس
- هنرستان فنی و حرفه ای مطهری (پسرانه)
- هنرستان فنی و حرفه ای استقلال (پسرانه)
- دبیرستان نمونه شهید رجایی (پسرانه)
- دبیرستان فاطمیه (دخترانه)
- دبیرستان الزهرا (دخترانه)
- دبیرستان حسابی (پسرانه)
- دبیرستان بهشتی (پسرانه)
- دبیرستان نمونه کوثر (دخترانه)

## صنایع

### کارخانه‌ها و معادن بیجار
- شرکت سیمان کردستان (بیجار)
- شرکت گچ کردستان
- شرکت گچ شور سو
- معدن آهن شهرک
- معدن آهک قمشلو
- معدن گچ قره بگ
- معدن نمک میدان
- معدن مرمر گراچقا، باشوکی، نوبهار، قشلاق لو
- معدن سنگ تراورتن حسین‌آباد کمر زرد
- کارخانه آسفالت[۶۷]
- کارخانه صبا نور
- کارخانه ذوب آهن
- کارخانه آهن اسفنجی
- کارخانه آهن کردستان
- کارخانه آرد
- کارخانه آهک
- شهرک صنعنی

### شرکت سیمان کردستان (بیجار)
بزرگ‌ترین واحد صنعتی استان کردستان در شمال غربی شهر بیجار واقع شده است. در سال ۱۳۶۸ مقدمات اجرای کارخانه سیمان کردستان شکل گرفت و در سال ۱۳۶۹ عملاً مقدمات اجرایی فراهم گردید و کارخانه سیمان کردستان در سال ۱۳۷۵ به بهره‌برداری رسید و در حال حاضر با ظرفیت تولید ۳۲۰۰ تن کلینکر در روز به فعالیت خود ادامه می‌دهد.
با تغییراتی که در سال ۱۳۹۰ در این کارخانه انجام شد در حال حاضر این کارخانه توانایی تولید روزانه ۴۰۰۰ تن انواع سیمانهای خاص را دارد که این تکنولوژی (سیلوی مولتی چمبر) در ایران منحصر بفرد بوده و در صورت افزایش نرخ انرژی مزیت فراوانی نسبت به سایر کارخانجات دارد.

### سیلو و انبارهای گندم
شهرستان بیجار به دلیل تولید فراوان گندم به انبار غله باختر معروف است.
سیلو و انبارهای گندم شهر بیجار علاوه بر ذخیره محصولات شهرستان بیجار محل ذخیره گندم دیگر نقاط استان نیز می‌باشد.

## صنایع دستی

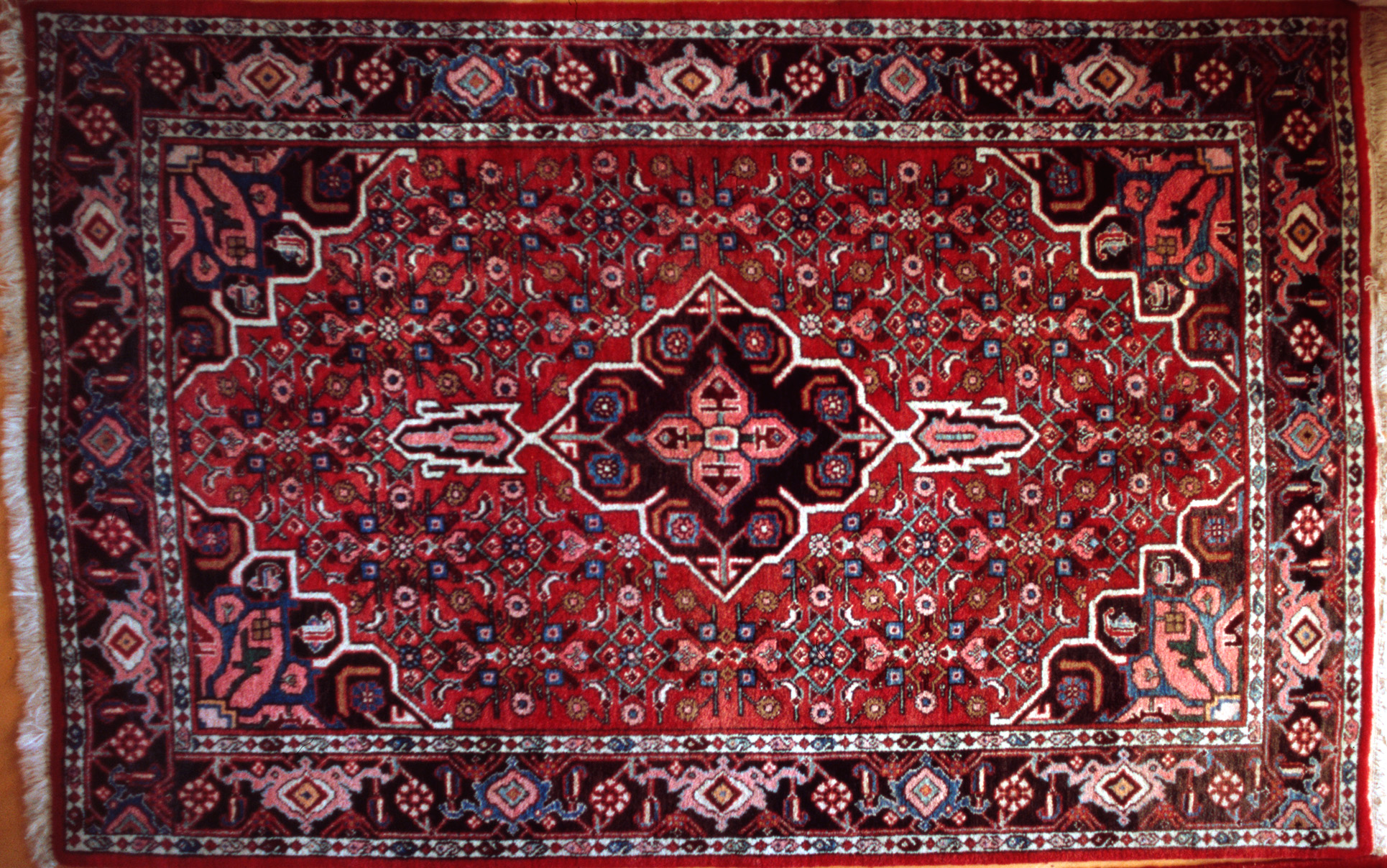
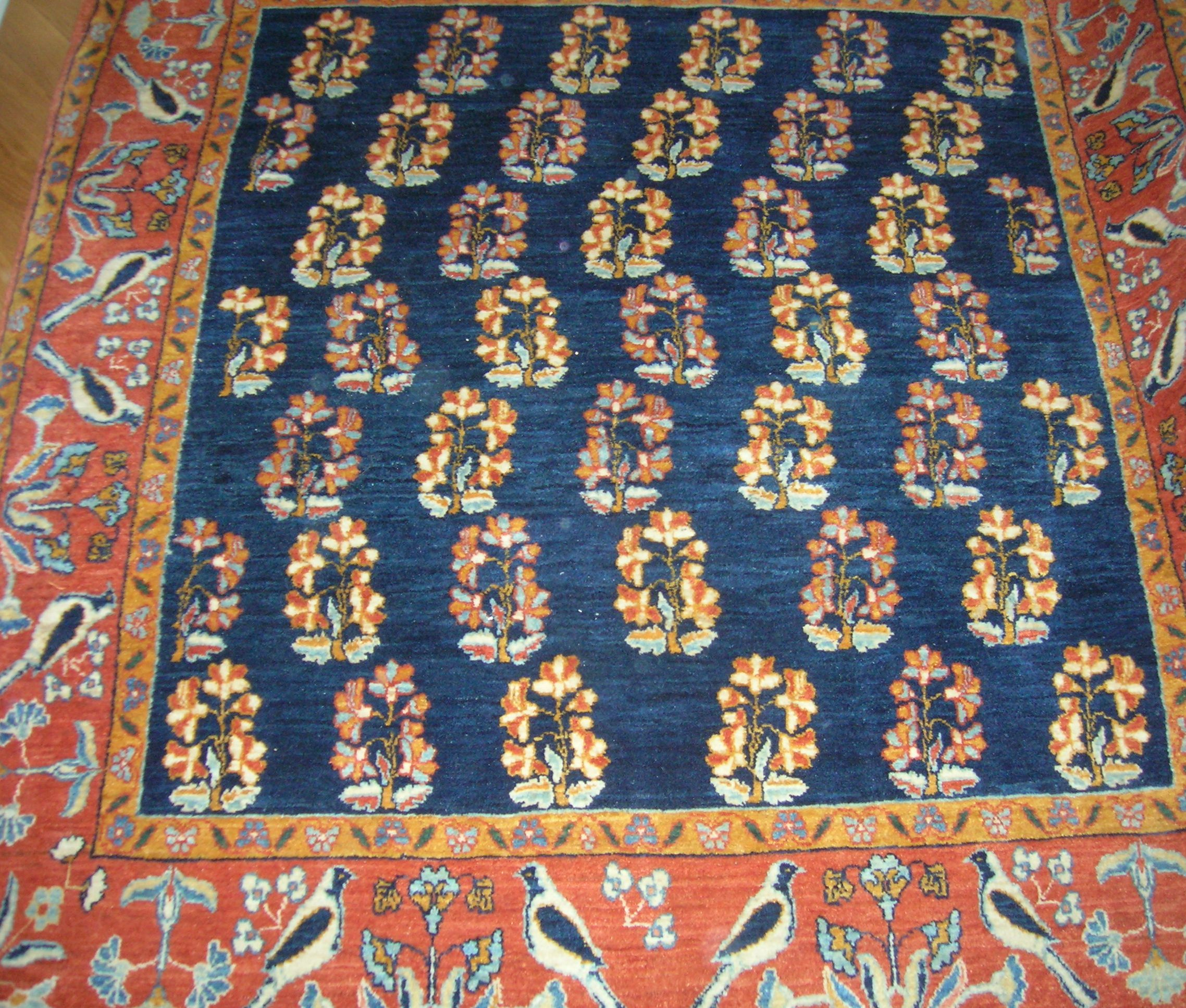
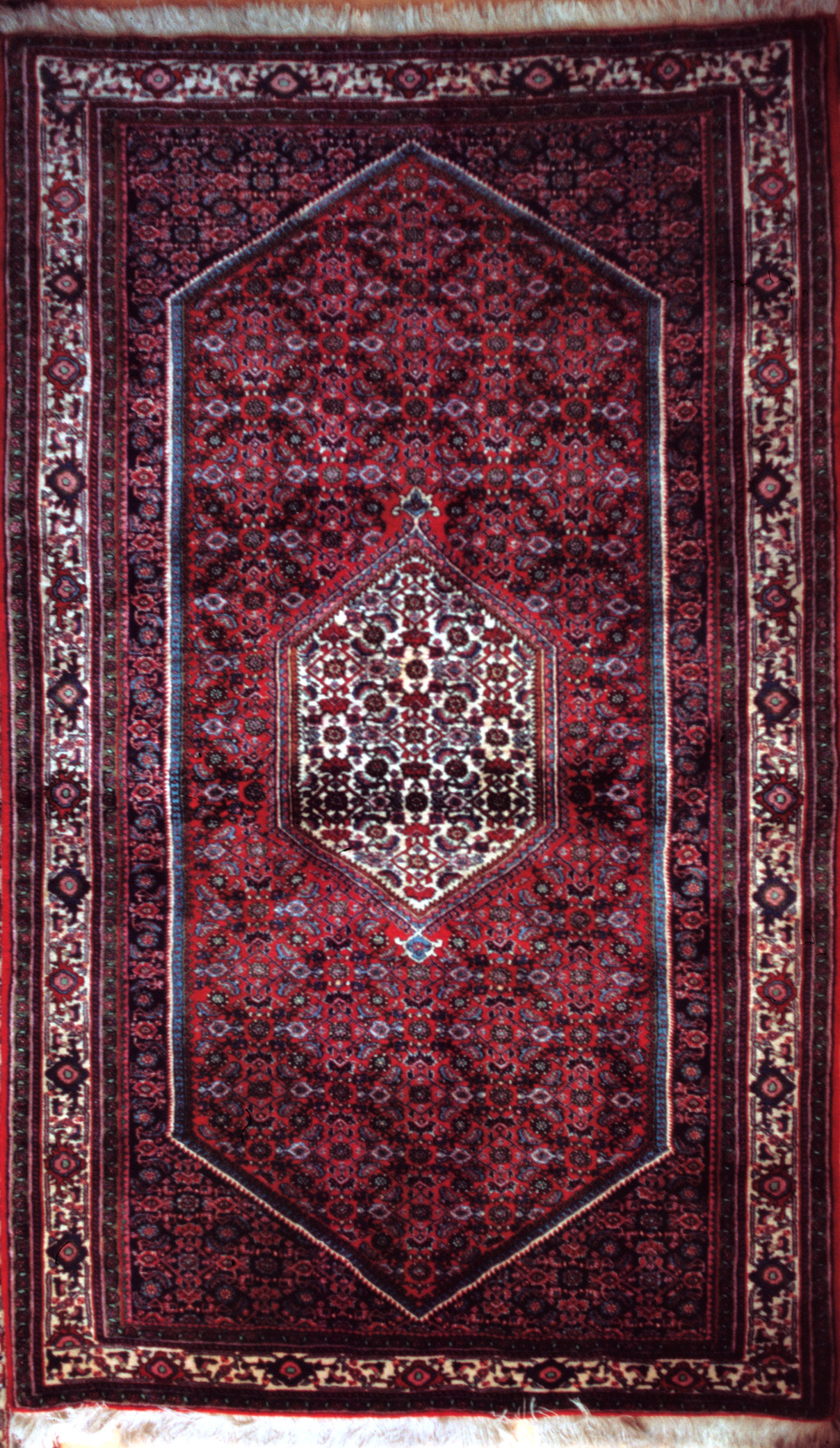
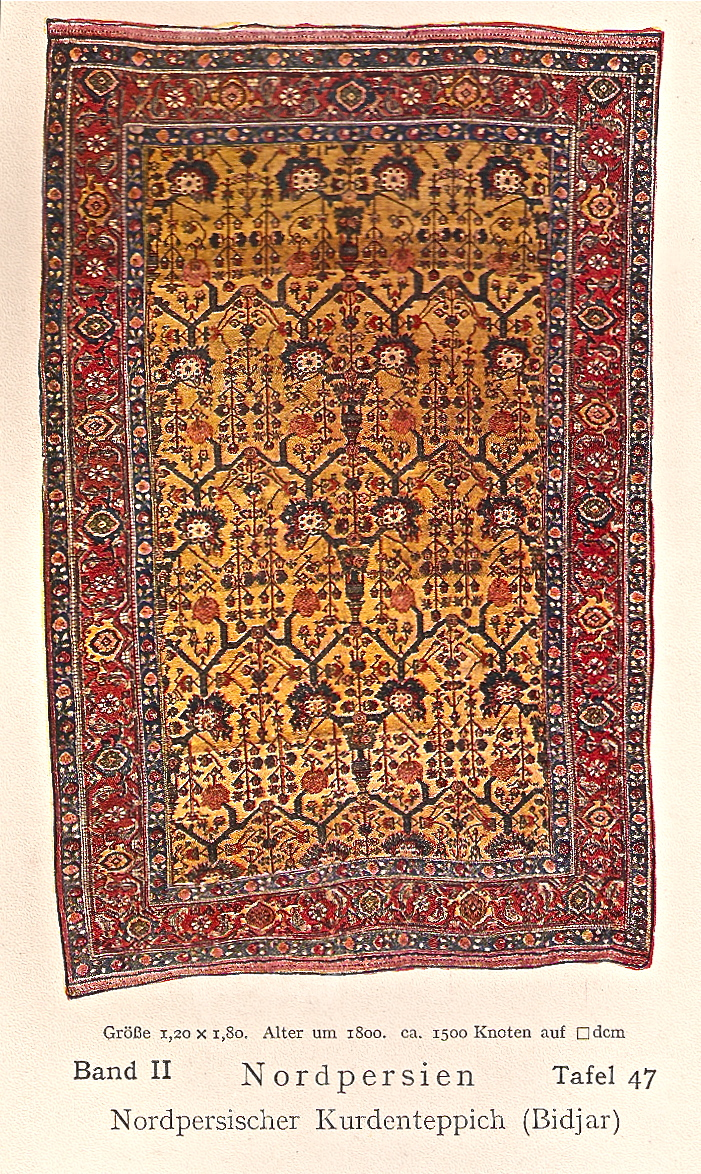

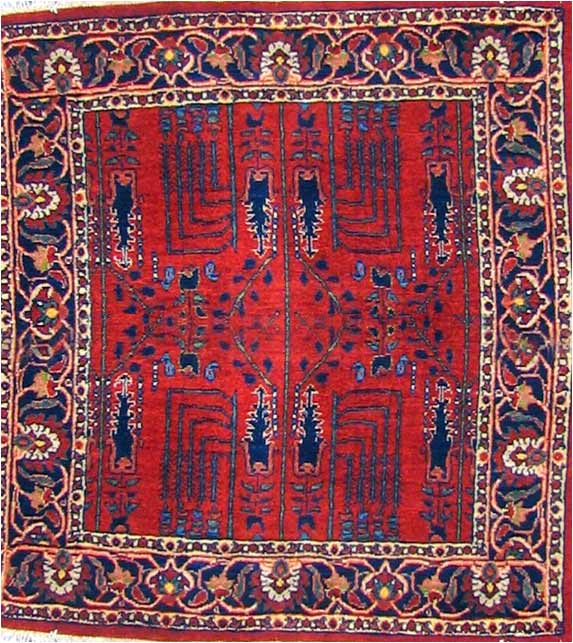
قالی بیجار

قالی، قالیچه، گلیم، جاجیم و … از برجسته‌ترین صنایع دستی منطقه بیجار محسوب می‌شوند.

### قالی بیجار
بیجار به عنوان یکی از متقدمین صنعت فرش بافی در ایران به حساب می‌آید، مناطق قالی بافی در گذشته و حال شامل شهر بیجار و روستاهای اطرافش است.
تعداد زیادی از قالی‌های قدیمی کردستان که هم‌اینک در موزه‌های بزرگ فرش در داخل و خارج کشور نگهداری می‌گردند از قالی‌های بافت بیجار هستند. قالیبافی در این شهر دارای سابقه دیرینه‌ای است و قدمت بافت قالی‌های تاریخ دار بیجار (موجود در خارج از کشور) به سال ۱۲۶۶ ه‍.ق) بازمی‌گردد.
ویژگی شاخص قالی بیجار، ساختار متراکم این قالی هاست. بافت آن‌ها به گونه‌ایست که نمی‌توان آن‌ها را تا کرد. در مراحل اولیه تجارت فرش، این‌گونه فرش‌ها را «لول» می‌نامیدند. این کلمه بیانگر استحکام بیش از حد فرش‌های بیجار است. برای تولید این فرش که مانند تخته محکم است، یک پود بسیار ضخیم را علاوه بر یکی دو پود نازک، وارد بافت فرش می‌کنند. این عمل به صورت متناوب در تار و پود فرش تکرار می‌شود. با کوبیده شدن گره‌ای فرش توسط شانه آهنی، بافت فرش بسیار محکم‌تر می‌شود. نقش فرش‌های این منطقه بیشتر شامل طرح‌های منظم است و به نسبت نوع روستایی آن، دارای خطوط ملایم‌تر و نقش مایه‌هایی طبیعی‌تری است. در این طرح‌ها، نقوش کلاسیک ایرانی بزرگ شده و در کنار نقش‌هایی که تحت تأثیر مدل‌های روستایی و قبیله‌ای است، دیده می‌شوند. این قالیچه‌ها که از جذابیت و گیرایی خاص برخوردارند، بافتی ظریف دارند و اصالت و سادگی در طرح و رنگ آن‌ها مشهود است.
طرح‌ها
معروفترین طرح‌های امروزی در منطقه عبارتند از:
شکارگاه مانند شکارگاه ترنج دار – شکارگاه دورنما - طرح‌های تصویری مانند طرح‌های لیلی و مجنون و طرح‌های مینیاتور و داستان‌های اسطوره‌ای -گل فرنگ مانند گل فرنگ مستوفی، گل فرنگ طره دار، گل فرنگ لچک ترنج دار، دسته گل، گل فرنگ و اسلیمی (پیچی)، گل و بلبل و گلدانی، طرح خرچنگی - طرح بندی مانند بندی خاتم شیرازی، بندی گل فرنگ، مینا خانی، دار و- گل مانند ربعی دار و گل، مستوفی دار و گل شاه عباسی مانند شاه عباسی افشان، لچک ترنج دار، کف ساده- اسلیمی مانند اسلیمی گل فرنگ، اسلیمی هندسی یا سرداری، دهن اژدری - درختی مانند درختی بید مجنون، درختی گل و بلبل، درختی دورنما، درختی گلدانی، درختی ترمه- ماهی درهم مانند ماهی بیجار، ماهی سنه، ماهی افشار، ماهی میرک، ماهی زبیده، ماهی حسن تیمور، سگ ماهی، ماهی زنبوری، ماهی ریز- طرح‌های هندسی مانند سمن بر خانم، اسلیمی شکسته، خاتم شیرازی.
رنگ‌بندی
یکی از مشخصه‌های قالی بیجار یا گروس، رنگ‌های بکار رفته در آن است. تضاد جسورانه بین رنگ‌های به کار رفته، زیبائی این قالیها را دو چندان می‌کند. رنگ‌های ناب و شادی که بافنده کرد برای قالیهایش انتخاب می‌کند. بیانگر طبیعت سرد وحشی و در عین حال رنگارنگ کردستان است در قالی‌های گروس به کار بردن رنگ‌های شاد و تند مانند قرمز و رنگ‌های متمایل به آن به ویژه رنگ‌های: چهره‌ای (یک اصطلاح محلی برای رنگ صورتی پررنگ) و صورتی و پوست پیازی، مشکی، سفید، حنایی و انواع سبزها در زمینه‌های سرمه‌ای و سفید و قرمز زیاد به چشم می‌خورد. بکار بردن رنگ‌های سبز و سفید و پیازی و کاهی بر زمینه لاکی شادابی دیگری بر فرشهای گروس می‌دهد و نقشها را در دید واضح و روشن و برجسته می‌نمایاند. این جسارت را در کاربرد نوعی از رنگ زرد می‌توان دید که خاص بیجار است و حتی در قالیهای کف ساده که متن آن‌ها ساده و خلوت می‌باشد به کار می‌رفته است. در فرشهای بیجار مانند بافته‌های برخی از مناطق غربی ایران گاهی کیفیت دو رنگی (رگه) نیز دیده می‌شود. تعداد رنگ‌ها در قالی بیجار از ۲۷ رنگ تجاوز نمی‌کند و رنگ‌های قرمز و سفید و سرمه‌ای بیش از دیگر رنگ‌ها به کار می‌رود و رنگ‌های تند و تیز آبی نیز به چشم می‌خورد.

## آثار باستانی و تاریخی بیجار گروس
این منطقه دارای بیش از ۶۰ اثر باستانی و تاریخی است که تعدادی از آن‌ها در فهرست آثار ملی به ثبت رسیده ولی بیشتر این آثار از بین رفته است.
بیش از ۱۱۰ تپه باستانی در منطقه بیجار گروس کشف شده است.
- قلعه قمچقای
- تپه قلعه بالا (بیجار)
- برج آجری اشقون بابا
- برج ینگی ارخ بیجار
- گنبد سنگی اوچ گنبد خان
- پل صلوات‌آباد
- پل قجور
- پل گل قشلاق
- محوطه یاسوکند و امامزاده عقیل
- آثار سد خاکی جعفرآباد
- قلعه سوخته در پیرتاج
- تپه قلعه (چنگیز قلعه)
- تپه نجف آباد
- تپه چغا (بیجار)
- تپه قبا سرخ
- تپه سراب گرگین
- مسجد خسروآباد گروس
- قلعه قدیمی
- بازار بیجار
- سرای امیر تومان
- تیمچه حاج شهباز
- زیارتگاه حمزه عرب
- مقبره سید مسیب سید شکر
- مقبره صاحبه خاتون
- گنبد پیر صالح
- محوطه امامزاده خضر
- حمام یاسوکند
- چال تپه

### قلعه قمچقای
دژ و قلعه قمچقا (دره شاهان)، در فاصله ۶۰ کیلومتری شمال بیجار و یک کیلومتری شمال روستای قم چقا و داخل منطقه حفاظت‌شده بیجار قرار دارد. به نظر کارشناسان قلعه تاریخی قمچقای بیجار دارای کتیبه‌ای با نقش هیروگلیف و به خط هراتیک می‌باشد و جزو قدیمی‌ترین کتیبه‌های نیمه تصویری ایران قلمداد گردیده و کتیبه آن با خط سومریان قابل مقایسه است.
ارتفاع دیواره‌های این قلعه به ۲۰۰ متر می‌رسد و تنها راه ارتباطی قلعه با خارج، گذرگاه باریکی می‌باشد که ساخته و پرداخته دست صاحب هنری است که یک نفر به دشواری می‌تواند از آن عبور کند.
وسعت قلعه بالغ بر ۵۰۰۰ متر مربع با مخازن متعدد آب است که در سنگ کنده شده و پناهگاه زیرزمینی آن با عمق ۴۱ پله به صورت تونلی از سنگ کنده شده و به زیر قلعه هدایت می‌شود.
از قلعه بزرگ قم چقا در عصر پارت‌ها و ساسانیان نیز استفاده شده که هم‌زمان با محاصره آتشکده آذرگشسب در تخت سلیمان (۱۰۰ کیلومتری شمال همین قلعه) به وسیله هراکیلوس امپراتور روم، موجبات تخریب آن فراهم شده است. این قلعه از نظر قدمت بسیار حائز اهمیت است و در برهه‌های گوناگون مورد استفاده اقوام مختلفی واقع شده است؛ بنابراین قلعه و دژ قم چقا یکی از قلعه‌های با ارزش و تاریخی شناخته شده ایران می‌باشد. بعضی احتمال می‌دهند که جام مارلینگ در آنجا مدفون است.

### تپه قلعه بالا (بیجار)
این تپه باستانی در مرکز شهر و در نزدیکی بازار قرار دارد.

### بازارها و ساختمان‌های قدیمی
شهر بیجار در گذشته دارای چند بازار مهم بوده که بعضی از آن‌ها هنوز رونق گذشته خود را حفظ کرده‌اند. بازار قدیمی این شهر به نام «بازار بزرگ» مشهور است و دیگر بازارها عبارتند از:
بازار افتخار نظام، قیصریه سالار و قیصریه سید لشکر و بازار امیر تومان که با دو سرا به نام‌های سرای کهنه و سرای تازه در گذشته محل تجارت تاجرهای افغان، تبریزی، همدانی و زنجانی بوده است و اکنون نیز دارای دو تیمچه به نام شهبازخان و تیمچه امیر تومان است که جایگاه دکان‌های بازاریان می‌باشد.

### مجموعه بازار بیجار
مجموعه بازار بیجار مربوط به دوره صفویه است و در بیجار، خیابان شهید اردلان واقع شده و این اثر در تاریخ ۲۷ بهمن ۱۳۷۸ با شمارهٔ ثبت ۲۵۹۱ به‌عنوان یکی از آثار ملی ایران به ثبت رسیده است.
تاریخ بنای احداث بازار به دوران صفویه برمی‌گردد که در دوران زندیه در حمله کریم‌خان زند به بیجار و کردستان و جنگ جهانی اول و حمله روس‌ها در دوران قاجاریه مقداری زیادی از آن آسیب می‌بیند که دوباره مورد بازسازی قرار می‌گیرد.
بازار در مرکز شهر بیجار واقع شده است در حقیقت آنچه که ار بافت قدیمی شهر بیجار باقیمانده است، مجموعه بازار آن شامل یک راسته طولانی شمالی –جنوبی و تیمچه‌ای به نام حاج شهباز و سرایی به نام سرای امیر تومان است. اکنون تعداد شانزده باب حجره از بافت معماری قدیم بازار در دو طرف راسته اصلی باقی‌مانده و مابقی حجره‌ها و راسته‌ها دستخوش تغییرات شده است. در پوشش مغازه‌ها از طاق و تویزه استفاده شده است موقعیت جغرافیایی بیجار بر سر راه کردستان و آذربایجان موجب گردیده که این بازار، وسعت گستردگی خاص شکل گرفته باشد. علت قرارگیری در مسیر راه کاروان‌رو تجاری در گذشته از رونق قابل توجهی برخوردار بوده است.

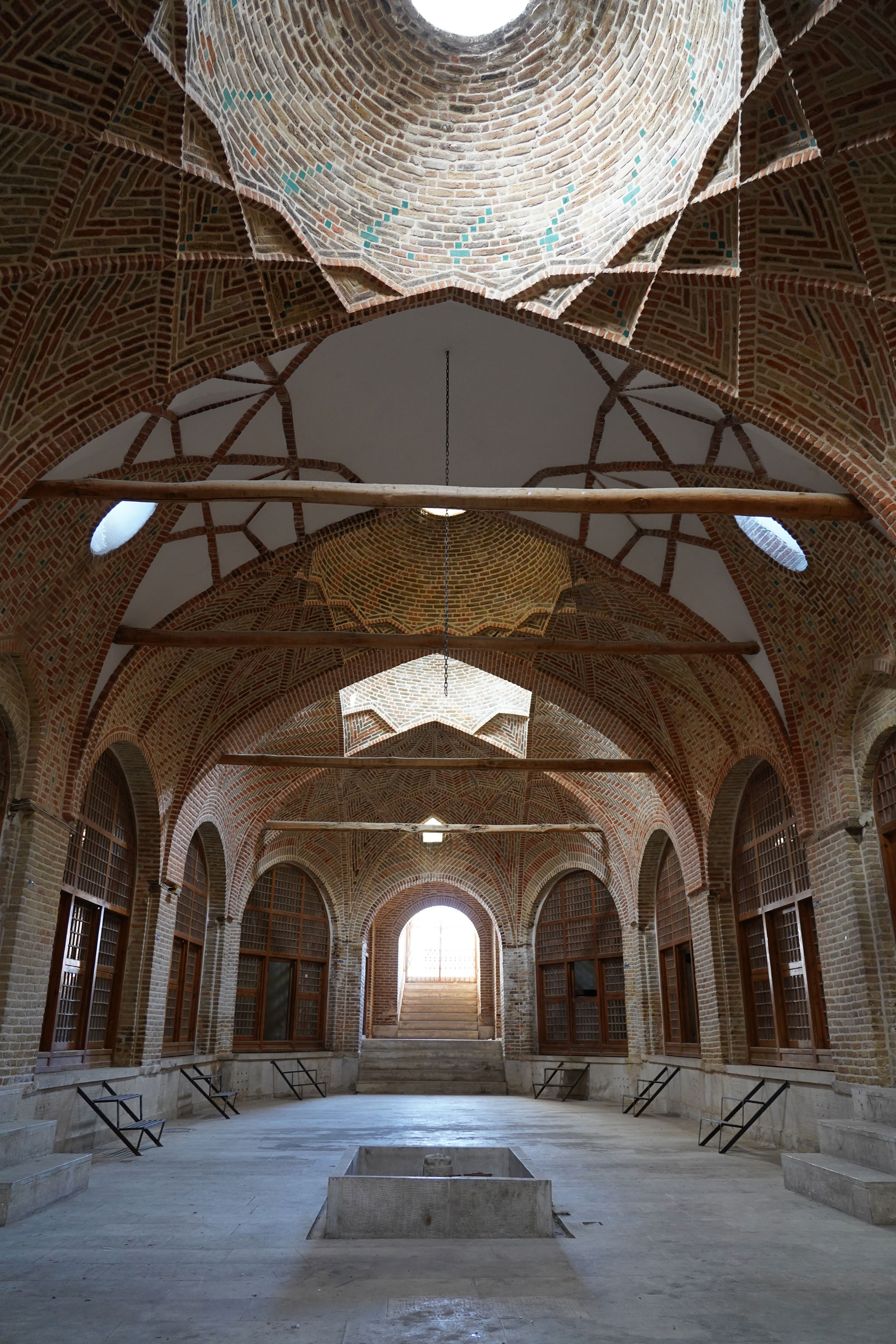
تیمچه حاج شهباز

### تیمچه حاج شهباز
در ضلع شرقی راسته بازار بزرگ بیجار تیمچه‌ای زیبا قرار دارد که به نام تیمچه حاج شهباز معروف است این اثر معماری دارای یک فضای سرپوشیده مرکزی است که حجره‌هایی در پیرامون آن شکل گرفته است ویژگی معماری این تیمچه نوع قوسها و کاربندی‌هایی است که در سقف آن مورد استفاده قرار گرفته است و همچنین بقیه نورگیرهای آن در سقف و در ترکیب با کاربندی‌های تصویری زیبا را ایجاد نموده که نشانگر تفکر و ذوق بالا و قابل توجه معمار ساختمان است.

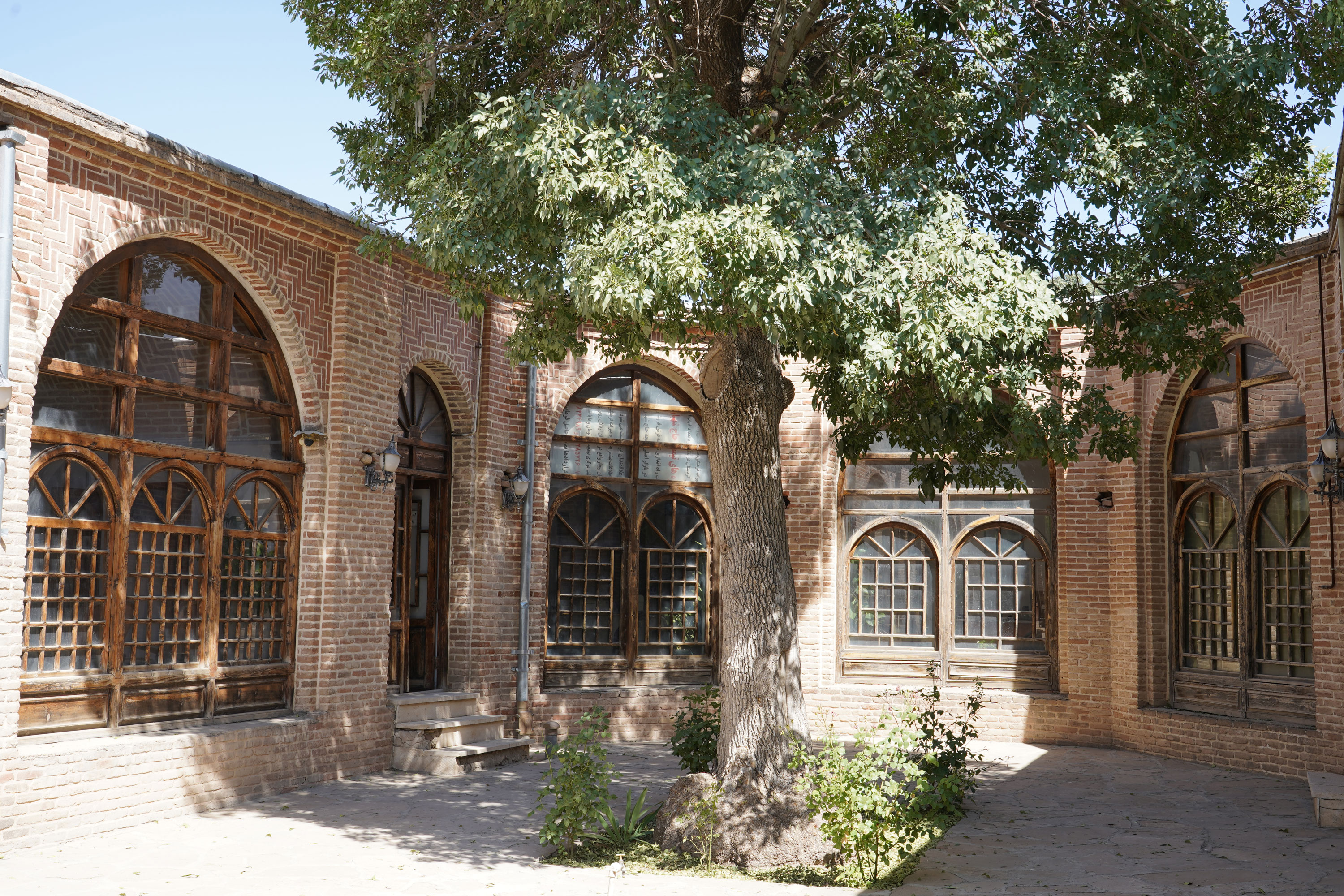
سرای امیرتومان

### سرای امیرتومان
در ضلع غربی بازار بیجار سرایی قدیمی وجود دارد که در افواه محلی به تیمچه امیر تومان معروف است. به علت مجاورت با پارکی کوچک موقعیت بسیار مناسبی در شهر بیجار دارد این سرا دارای یک حیاط مرکزی است که حجره‌هایی در پیرامون شکل گرفته است پلان آن به شکل هشت و نیم هشت است و در یک طبقه با مصالح خشت و آجر و سنگ ساخته شده است و محل تجارت مهمی در جنب بازار قدیمی بیجار بوده است این بنا هم احتمالاً در دوره قاجار ساخته شده است.

### چهارباغ گروس
چهارباغ گروس عمارت و باغی در جنوب شهر بیجار، منسوب به دوره صفویان، دارای کوشکی دو طبقه، آب‌نماها و مجسمه‌های مرمرین بود. در مرآة البلدان احداث آن به سال ۱۱۰۴ ه‍.ق نسبت داده شده است. (اعتمادالسلطنه، ج ۴، ص ۱۹۰۴–۱۹۰۵).
این چهارباغ در زمان لطفعلی‌خان حاکم گروس و هم‌زمان با دوره صفویه بنا شده است.
دورادور پارک را درختان صنوبر احاطه کرده بود، همچنین درختان میوه.
ساختمان‌ها و بناهای این باغ و محوطه زیبا و معروف متأسفانه از بین رفته است.
چارباغ گروس در مرآة البلدان به قلم اعتمادالسلطنه:
چارباغ گروس باغی است در سمت جنوب قصبه بیجار واقع و به واسطه خیابان‌های طویل عریض منقسم به چهار قسمت شده و به همین جهت موسوم به این اسم شده. در این باغ درخت‌های تبریزی قوی هیکل سر به هوا کشیده و با وجود عظمت و قطر طوری با هم مرادف و در یک خط مستقیم واقع است که گوئی دیواری راست و مرتفع می‌باشد. در این باغ اقسام میوه‌های خوب به عمل می‌آید خاصه سیب و گلابی آن که کمال امتیاز را دارد. در وسط باغ عمارتی عالی بنا کرده‌اند. در جلو یکی از ایوان‌ها که به اصطلاح اهل بلد تالار ایوان نامیده می‌شود، در طرف شرق، حوضی از مرمر ساخته شده که به آن امتیاز، حوض کمتر دیده می‌شود. حوض مزبور از مرمر زرد منقوش است. در چهار گوش حوض چهار مجسمه اژدر از مرمر ساخته شده که از دهن آن‌ها آب جاری می‌شود. به علاوه روی اضلاع حوض و پیچ و خم اژدرها فواره‌های کوچک از مرمر ساخته شده که از همه آن‌ها آب جستن کرده به حوض می‌ریزد. پاشویه حوض نیز از مرمر منبت است. الحق حجاری و منبت‌کاری این حوض طوری ممتاز است که ناظرین و بینندگان را واله می‌نماید. چهار ایوان (تالار ایوان) بزرگ دارد که طول دهنه هر یک چهارده ذرع و نیم است و هر ایوان به واسطه دو ستون مرتفع که از چوب منبت با سر ستون‌های چوبی منبت ترتیب یافته افراشته شده است، در وسط، عمارت بالاخانه ساخته شده که مشرف به تالارها است و ارسی‌های کار قدیم ممتاز و شیشه‌بری‌های ریزه بسیار اعلی دارد که محل نظر است و ارسی‌ها را که بالا کنند تالارها منظر بالاخانه می‌شود. این عمارت و باغ را لطفعلی‌خان حاکم گروس جد ششمی جناب حسنعلی‌خان وزیر فوائد ـ که در اواخر سلطنت شاه سلیمان و در تمام مدت پادشاهی سلطان حسین صفوی حکومت گروس را داشته ـ در سنه هزار و صد و چهار هجری بنا کرده است و چون در امتداد زمان و انقلابات رو به خرابی نهاده بود، جنت جایگاه نایب‌السلطنه عباس میرزا هنگام عبور از گروس و اقامت دو روزه در بیجار و حوالی آن به محمدصادق خان والد جناب حسنعلی‌خان که آن زمان حاکم آنجا بوده امر به تعمیر آن دادند و مبلغی هم از برای مصارف و مخارج تعمیر آن به محمدصادق خان دادند و مشارٌ‌الیه با کمال سلیقه در مرمت و توسعه عمارت و باغ مزبور کشیده ازاره‌های تالارها را مرمر کرده و استاد محمد رضای حجار مشهور اصفهانی آن‌ها را حجاری و منبت نموده و کتبیه‌ای هم که اشعار بسیار خوب دارد به خط میرزا رضای خوشنویس معروف در مرمرهای ازاره ترقیم یافته که شعر آخری آن که ماده تاریخ تعمیر آنجا است و مطابق با سنه هزار و دویست و چهل و چهار می‌باشد این است:
| کلک هجران بهر تاریخش بزد جامی و گفت |  | «دایماً شاداب باد از مقدمت این لاله‌زار» |

و ایهامی در این شعر است و آن در لفظ بزد جامی است یعنی معادل عدد «جامی» را منها کنند باقی ماده تاریخ است.

## جاذبه‌های گردشگری بیجار
- بازار بیجار
- سرای امیر تومان
- تیمچه حاج شهباز
- پیست اسکی برف و چمن نسار
- قلعه قمچقای
- آرامگاه امامزاده حمزه عرب
- پل سلوات آباد
- اریکه گروس

### پیست اسکی نسار
پیست اسکی نسار در داخل شهر بیجار قرار گرفته است، این پیست یکی از پنج تفرجگاه مهم استان کردستان به‌شمار می‌رود.
پیست اسکی نسار بیجار استثنایی‌ترین پیست اسکی کشور است چون که مشرف به شهر و دسترسی به آن آسان است. به علاوه طول و شیب پیست به گونه‌ای است که به راحتی می‌توان مسابقات کشوری و بین‌المللی را در آن برگزار نمود. پیست اسکی برف نسار دارای وسعتی در حدود ۱۱۲ هکتار است، طول پیست در حدود ۹۰۰ متر و عرض آن ۱۲۰ متر است. این پیست در سال ۱۳۸۸ افتتاح شد، مساحت پیست چمن ۲ هکتار (طول ۳۳۰ متر و عرض ۶۰ متر) آماده می‌باشد که فاز دوم آن به همین متراژ در حال احداث می‌باشد.
| ردیف | عناوین     | توضیحات         |
| ---- | ---------- | --------------- |
| ۱    | تله سیژ    | به طول ۱۳۰۰ متر |
| ۲    | تله کابین  |                 |
| ۳    | پیست کوب   |                 |
| ۴    | مدرسه اسکی |                 |
| ۵    | پارکینگ    |                 |
| ۶    | هتل        |                 |
| ۷    | رستوران    |                 |

## تاریخچهٔ شهرداری بیجار
تاریخ تأسیس شهرداری بیجار به سال ۱۳۰۸ هجری شمسی در زمان احمدشاه قاجار بازمی‌گردد، که در آن دوران بلدیه نام داشت.
نخستین رئیس بلدیهٔ بیجار مهذب تویسرکانی بود.
بعد از جنگ جهانی اول سیدموسی نقیب‌زمانی چند دوره به‌عنوان شهردار بیجار برگزیده شد، اقدامات برجستهٔ نقیب زمانی عبارت بودند از:
- به منظور تأمین سلامتی مردم از وجود دکتر رفائیل بدیعی در مقام پزشک شهرداری استفاده کرد.
- احداث خیابان طالقانی فعلی حد فاصل بیمارستان سابق تا منطقهٔ تازه آباد، خیابان توحید جنوبی از در قلعه (میدان طالقانی) تا ابتدای بنیاد شهید و خیابان شهدا از چهار راه شهرداری به طرف شمال تا چهار راه پست و از آنجا به طرف غرب تا ابتدای باغ شاهرخ‌آباد (میدان فاضل فعلی).
- بر روی رودخانهٔ حاکمی (نزدیک شرکت نفت فعلی تازه‌آباد) که در آن زمان جنگل و فضای سبز بود، پلی با تیر چوبی ساخت و در همان نزدیکی به منظور دسترسی آسان و سریع مردم به آب آشامیدنی سالم، تونلی با زاویه ۳۰ درجه و پله‌های متعدد به قناتی که در زیر زمین جریان داشت، وصل کرد که به آن چاممبر (چاه انبار) می‌گفتند. بیشتر خانه‌ها دارای دار و درخت بودند و از آب چشمه سراب یا کاریز امین و سایر قنوات و چشمه‌های شهر حق آب داشتند.

### شکل شهری و وظایف شهرداری در آن دوره
جوی‌های آب روشن و زلال در کوچه‌ها و معابر جریان داشت که براساس کانال کشی‌های گذشته انجام شده بود. میرآب‌های شهرداری وظیفه داشتند که بر تقسیم درست آب بین باغات، مزارع و خانه‌ها و… نظارت کنند.
در آن ایام امکانات برق وجود نداشت، شهرداری وظیفه داشت شب‌ها کوچه و بازار را با فانوس روشن کند. زباله‌ها را با الاغ می‌بردند، تمام کارهای عمرانی با دست انجام می‌شد. شهرداری تعدادی گاری داشت که آن‌ها را به اسب می‌بستند.

بعدها کسانی چون ابوالفتح نقیب‌حضرتی، ابوالقاسم اردلان، صمد امیرانی، موسی شریعت و مسلم نسرین شهردار بیجار شدند و غلامرضا طوماری هم، مدتی سرپرست بود.
البته گاهی حکما فرمانداران علاوه بر پست اصلی، سرپرستی شهرداری را هم بر عهده داشتند.

### ساختمان شهرداری
در اواخر حکومت پهلوی اول سال ۱۳۱۸ ساختمان فعلی شهرداری بیجار در ضلع جنوبی چهار باغ صفویه توسط استاد حسین لرزاده با یک سالن بزرگ مرکزی، شش اتاق پیرامون، سه گوشوارهٔ جانبی و زیرزمین طراحی و به وسیلهٔ دو نفر از معماران محلی به نام‌های استاد عبدالحسین معمار و پسرش غلامرضا معمار ساخته شد؛ که به عمارت حکومتی یا فرمانداری معروف بود و از آن تاریخ به بعد شهرداری به این مجموعه منتقل شد.
این ساختمان زیبا که سقفش شیروانی بود، در حال حاضر هم وجود دارد و قسمت‌های دیگری به آن اضافه شده است.
براساس یاداشت‌های علی‌اصغر امیرانی هدیه‌ای شامل یک قطعه فرش دو زرعی ماهی میرک از طرف مسئولین محلی برای استاد لرزاده فرستاده شد که استاد بعدها فرش را در کربلا به حرم امام حسین هدیه کرد.
- در سال‌های ۱۳۲۸ شمسی نیروگاه برق بیجار با یک دستگاه مولد بزرگ دیزلی که با آب استخر خنک می‌شد، زیر نظر شهرداری کار خود را آغاز کرد و محل آن روبروی حسینیه بود.
- در سال ۱۳۳۴ لزوم نوسازی شهر در دستور کار مسئولین وقت قرار گرفت و سید محمدعلی اشرف‌زاده شهردار بیجار شد، اقدامات برجسته او عبارتند از:
- خیابان توحید شمالی را در سال ۱۳۳۵ احداث کرد.
- سقف قسمتی از بازار که در زمان جنگ جهانی اول به وسیلهٔ روس‌ها به آتش کشیده شده بود را با شیروانی پوشاند.
- نخستین کمپرسی شهرداری که فرمان آن سمت راست قرار داشت در همین ایام مورد بهره‌برداری قرار گرفت.
- پل چوبی منطقهٔ تازه‌آباد برداشته شد و به جای آن پل جدیدی با سنگ سیمان به صورت طاق ضربی احداث شد که در حال حاضر هم وجود دارد.

بعد از اشرف‌زاده، خطیبی سر کار آمد. اقدامات مهم خطیبی:
- در این ایام مقدمات لوله‌کشی آب آشامیدنی و آسفالت خیابان‌ها به وسیلهٔ شهرداری فراهم شد و در سال ۱۳۴۰ آب در لوله جریان پیدا کرد.

بعد از خطیبی، خلیل جعفری سکان هدایت شهرداری را به دست گرفت.
- جعفری نخستین حمام نمره استان کردستان را در محل حوزهٔ علمیهٔ فعلی ساخت، این مجموعه دارای حمام‌های عمومی و شش نمره خصوصی بود.
- میدان مرکزی شهر میدان رضا شاه (طالقانی فعلی) و میدان و بلوار شهید «رحمانی» از کارهای جعفری است که بر روی گورستان‌های قدیمی شهر ایجاد شد.
- آرم شهرداری بیجار که یک قطعه فرش را در میان دو خوشهٔ گندم نشان می‌دهد و سمبل فرهنگ و هنر و اقتصاد شهر است در زمان او طراحی شد.
- خلیل جعفری نواخانه‌ای هم برای فقرا ساخت، با مرگ ناگهانی او بر اثر سکته قلبی، نصرت‌الله امیرانی شهردار شد و مدتی هم عبدالباقی رفیع سرپرست بود.
- در سال ۱۳۴۸ با توجه به لزوم توسعه استان کردستان رئوفی که فردی آبادگر شناخته می‌شد، استاندار کردستان شد، او هم‌زمان در شهرهای سنندج، سقز و بیجار طرح‌های بزرگی را به اجرا گذاشت.
- بلوار ۳ کیلومتری اصلی بیجار به نام بلوار آریامهر (بلوار امام فعلی)، میدان حلوایی (سپاه)، بلوار سراب (شهید چمران)، میدان سراب (جانبازان) و خیابان‌های شهید اردلان و مدرس و… از کارهای مهم او در بیجار هستند.

متأسفانه رئوفی به بافت تاریخی و فرهنگی شهر و برج و باروهای آن توجهی نکرد و آن‌ها را ویران کرد.
در همین ایام کسانی چون عبدالله اسدی، خیرالله فرامرزی، بیگلری و نصرت‌الله امیرانی (برای دومین بار) شهردار بیجار شدند و ناصر الوندی هم مدتی سرپرست شهرداری را بر عهده داشت.

آخرین شهردار بیجار قبل از انقلاب پنجاه و هفت، محمدرضا پاکزاد بود.

## ترابری

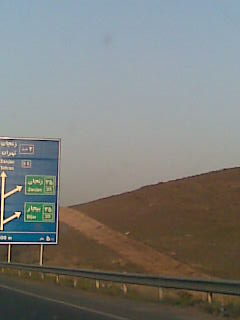
جاده ۳۵ مسیر زنجان - بیجار

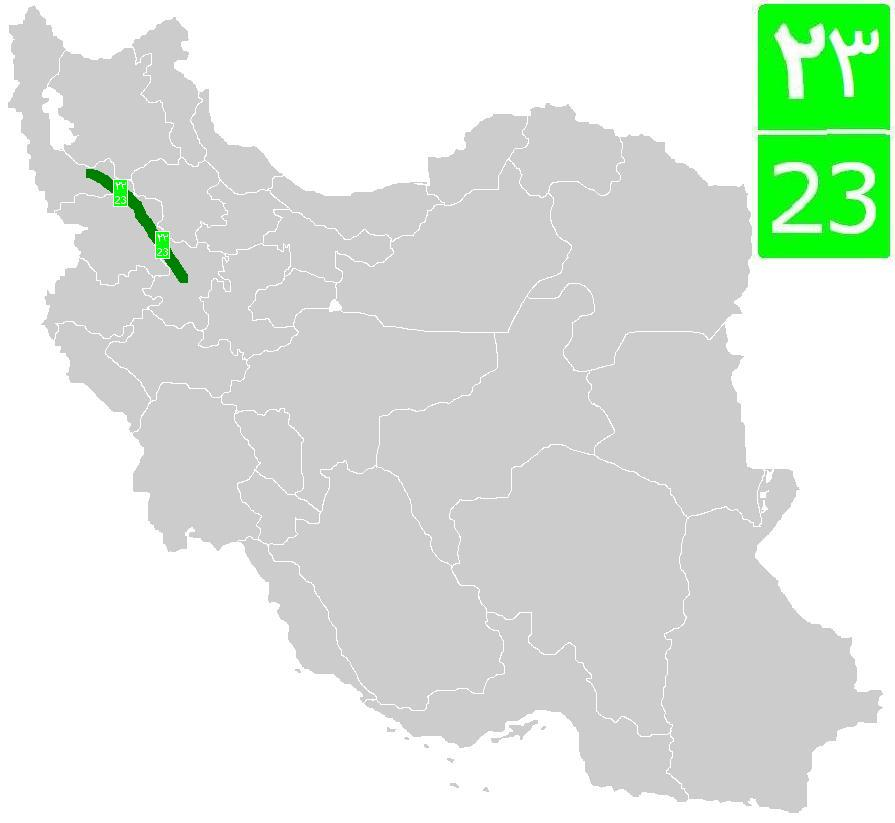
جاده ۲۳

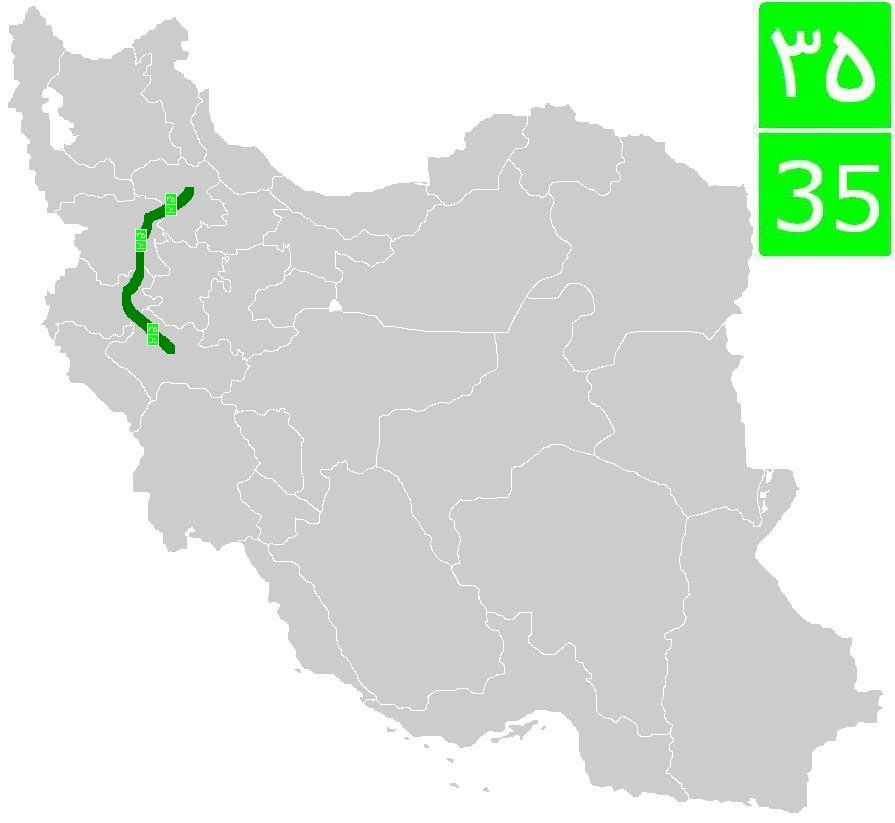
جاده ۳۵

شهر و شهرستان بیجار از لحاظ مسیر ارتباطی جاده‌ای از موقعیت خوبی برخوردار است، بیجار تنها راه ارتباطی میان استان کردستان و استان زنجان می‌باشد، همچنین جاده بیجار - تکاب، یکی از راه‌های ارتباطی استان کردستان با استان آذربایجان غربی است، از سمت شرق جاده بیجار - کبودراهنگ و بیجار - بهار هم یکی از راه‌های ارتباطی مابین استان کردستان و استان همدان می‌باشد.
راه‌های ارتباطی بیجار در داخل استان کردستان از جنوب به قروه و از شرق به شهره‌های دیواندره و سنندج منتهی می‌شود.
- جاده مهم ۲۳ با ۳۳۵ کیلومتر طول از میاندوآب شروع و به بیجار و همدان ختم می‌شود.
- جاده ۳۵ با ۵۴۵ کیلومتر طول از مبدأ زنجان از بیجار می‌گذرد و به خرم‌آباد ختم می‌شود.

| مسافت بیجار تا شهرهای مختلف | مسافت بیجار تا شهرهای مختلف | مسافت بیجار تا شهرهای مختلف |
| --------------------------- | --------------------------- | --------------------------- |
| مبدأ                        | مقصد                        | مسافت                       |
| بیجار                       | سنندج                       | ۱۲۵ کیلومتر                 |
| بیجار                       | تهران                       | ۴۴۵ کیلومتر                 |
| بیجار                       | همدان                       | ۱۶۰ کیلومتر                 |
| بیجار                       | زنجان                       | ۱۵۵ کیلومتر                 |
| بیجار                       | قزوین                       | ۳۴۵ کیلومتر                 |
| بیجار                       | اراک                        | ۳۴۰ کیلومتر                 |
| بیجار                       | ارومیه                      | ۲۸۵ کیلومتر                 |
| بیجار                       | تبریز                       | ۳۱۵ کیلومتر                 |
| بیجار                       | اصفهان                      | ۵۸۵ کیلومتر                 |

## مکان‌های تفریحی
- پیست اسکی نسار (برف و چمن)
- کوهستان پارک نسار
- بلوار امام
- پارک شاهد (شهر بازی)
- پارک سراب
- پارک ۱۵ خرداد
- پارک الغدیر
- دروزنه
- سد گلبلاغ
- پل صلوات آباد

## امکانات و اماکن ورزشی
- استادیوم فوتبال (۱۷ شهریور)
- پیست اسکی برف و چمن نسار
- پیست موتور سواری[۸۱]
- پیست اسب سواری
- زورخانه
- سالن ۲هزارنفره (شهدا) چند منظوره
- سالن ورزشی (کارگران) چند منظوره
- خانه کشتی (سالن کشتی)
- سالن ورزشی چند منظوره بانوان[۸۲]
- استخر آموزش پرورش
- استخر ۱۷ شهریور
- سالن المپیک
- مجموعه ورزشی شهدای گمنام (استخر شنای بزرگسالان و نونهالان، سالن بدنسازی و ژیمناستیک، سونای‌خشک و بخار، سالن آیروبیک بانوان)
- خانه پینگ‌پنگ
- خانه بوکس
- خانه والیبال (سالن آزادی)
- خوابگاه ۲۰۰ نفره ورزشکاران بیجار _ که از سال ۱۳۹۸ در حال ساخت است و تاکنون تکمیل نشده است.
- سینما آزادی
- اریکه گروس